# ピラメキーノのコーナー一覧
ピラメキーノのコーナー一覧（ピラメキーノのコーナーいちらん）では、テレビ東京系列で放送されていたバラエティ番組『ピラメキーノ』（以下、「通常版」又は「夕方時代」。2009年-2013年）及び金曜拡大版の『ピラメキーノG』（以下、「G」。2010年-2011年）、朝時代の『ピラメキーノ640』（以下、「640」。2013年-2015年）のコーナーを記述する。
コーナーは複数曜日に跨いで放送されることが多いため曜日の明記は行わない。2010年10月以降の「G」では占いを除き、金曜拡大版のみのコーナーで構成されるようになったが、不定期に通常版のコーナーが放送されることもある。
なお金曜日は拡大版の場合18時台・19時台を区別せず一律に『ピラメキーノG』とする。

## 出演者
コンビ名・芸名は出演当時のもの。その他の出演者・番組キャラクターなどは番組自体の記事を参照。
- はんにゃ
  - 金田哲-金田
  - 川島章良‐川島
- フルーツポンチ
  - 村上健志-村上
  - 亘健太郎-亘

## 通常版で放送
2010年9月まで「G」でも放送されたことのあるコーナーについては☆印を、2010年10月以降に「G」でも放送されたことのあるコーナーについては◇印、2013年4月以降に「640」でも放送されたことのあるコーナーについては△印を付記する。

### バラエティコーナー
だるだるEnglish → おはよう!だるだるEnglish（☆△）
Let's not.（やめようよ）やI can't.（できないよ） など面倒臭くなったときに使える英語を3つのアニメによるシチュエーションを使って紹介するコーナー。村上が先生として担当、ネイティブ・スピーカーはボストン出身のダルさん（23歳）（デイヴィッド・リッジス）で、大サイズのアイスクリーム、ドーナツなどお菓子を片手に持って食べてセットの片隅のイスに腰掛けてダルそうにしている。コーナーに対するやる気を持っていないように思えるが、終了間際の解説は行う。不定期にゲストが来ることもあり、夕方時代ラスト2回には生駒里奈と曙太郎がゲストで登場した。10年3月1日放送分からはダルさんに質問したいことやお便りのハガキが採用されると「ダルダルステッカー」がプレゼントされるようになった。「G」で初めて放送されたのは2010年5月14日放送分である。BGMなどは、NHK教育の「クインテット」から一部を使っている。
2013年3月26日放送分でダルさんがメイちゃんのいるボストンへ帰りコーナーは完結したが、640時代の2013年4月17日放送分から「おはよう!だるだるEnglish」として再びスタート。640時代は時間枠の関係でショートバージョンになっており、スキットは大半の回で2つになっている。2013年5月15日放送分から生駒里奈がコーナーレギュラーに加入した。銀魂の映画宣伝で坂田銀時がスキットを担当した回もあった。
レッスン内容
これまでに以下のような英文が取り上げられた。
- Let's not（やめようよ）
- I can't（できないよ）
- No way（やだよ）
- Not now（あとで）
- Whatever（どうだっていいよ）
- Who cares? （誰が気にするんだよ）
- Maybe sometime（いつかまたね）
- It doesn't matter（関係ないよ）
- I don't know（知らないよ）
- I don't want to（やりたくないよ）
- Maybe not（ちょっとやだなぁ・遠慮しておくよ）
- I don't feel like it（そんな気分じゃないんだ）
- It's none of your business（あなたには関係ない）
- Someday（いつか）
- I don't think so（そうは思わない）
- Maybe later（あとで）
- Not today（今日はやめよう）
- It's Impossible（それはムリだよ）
- I am too tired（疲れた）
- So what?（だから?）
- I am not interested（興味がない）
- I am sleepy（ねむい）
- I'm not sure（わからない）
- No more（もういいよ・ヤダよ）
- There's no time（そんなひまないよ）
- Leave me alone（ほっておいて）
- I can't hear you（聞こえないよ）
- I won't do that（やりたくないよ）
- Shut up（だまれ）
- Don't bother me（じゃましないで）
- I couldn't care less（気にしないよ）
- I'm not in the mood（そんな気分じゃないよ）
- No Chance（無理だよ）
- I don't care（気にしないよ）

キャラ-1 GP（☆）
ピラメキパンダから「挑戦状」を受け取ったご当地キャラクターとピラメキパンダが4.5m四方のリングで戦う。時間は無制限で、リング内では手をついたり転んだりしても良いが、3カウントフォールか、リングの外に出ると負けとなる。また、ギブアップも可能。勝利キャラにはチャンピオンベルトが与えられる。
どの試合も真剣勝負ではなく、番組の演出によるものであり、大抵は相手キャラクターが序盤にピラメキパンダを圧倒的に攻めるが、試合の途中で間抜けな欠点をさらし、その欠点をピラメキパンダが突いて反撃し相手をKOするというパターンである。
ピラメキパンダは毎回勝利していたが、2009年12月22日放送分で茨城県のご当地キャラ『イバライガーR』と対戦し、3カウントフォールで初敗北を喫し、チャンピオンベルトを奪われてしまう。その後、茨城県出身の村上演じるイバライガーの父親・イバライガーシニアに「次回からのキャラ-1GPで3連勝したら息子と再戦してもよい」という条件を突きつけられる。ピラメキパンダはイバライガーシニアが用意した敵「じーも」「よもぎちゃん」「おふろキャップ」に全勝し、2010年1月28日放送分でイバライガーRと再戦。「ピラピラ波」によるリングへの突き落としで勝利し、チャンピオンベルトを奪還した。この時ピラメキパンダはイバライガーRを突き飛ばしたあとイバライガーシニアにも「ピラピラ波」を浴びせた。なお、後の放送でこの一撃を受けイバライガーは死亡したとされている。
2010年2月17日放送分で試合中のピラメキパンダの前に突如死亡したとされているはずのイバライガーに似たキャラクター・イバライガーブラックが登場。同年2月24日放送分では、試合に乱入したためこの回は初の無効試合となる。その直後、金田扮するアフロ姿の「カナダGM」が登場。無効試合の一件を詫びた後、「キャラ-1GP」のトーナメント戦を開催を提案・発表した。トーナメント戦の模様は不定期に放送され、リポーター役に川島と亘が登場していた。
2011年6月2日放送分からは悪役キャラとしてガイコツパンダが登場し、ピラメキパンダに刺客を送り込む。
2011年6月27日放送分ではピラメキパンダとまんべくんが対決したが、事前告知なく突然放送されたため、放送の連絡を受けていなかったまんべくんがツイッターで激怒するという出来事があった。その後テレビ東京ではこの回を番組ホームページで期間限定で特別公開した。
辞書めっこ（☆）
2人が向かい合って座り、一方が笛をくわえる「咥え手」、もう一方が広辞苑の適当に開いたページの中から面白いと思う言葉と意味を言う「読み手」となって対決するミニコーナー。「にらめっこ」のルールにのっとり「咥え手」が笑いをこらえられずに笛を吹いてしまうと「読み手」の勝ちとなり、笑わずに耐えると引き分けとなる。最後に「読み手」が言った言葉とその意味が表示される。他の言葉を言うなどの反則をした場合は「読み手」の負けとなる。また、読み手が規定時間内に単語を決めなかった場合は長考として不戦敗となる。このルールは2010年1月4日放送分で川島に適用された。当初ははんにゃとフルーツポンチから2名が対戦していた（コンビ同士の対決もある）が、2009年12月からは不定期でゲストとの対戦を実施。また、比較的セットが少ないためか吉本興業のイベント関連でのロケ版も度々行われた。なお、初期のゲストは緑のジャージ姿の場合があった。
漢字おバカ殺人事件（☆◇）
芸能界一漢字が書けないと言われている川島が、ある洋館で殺された後に残したダイイングメッセージという設定で真剣に書いた漢字を見て、金田とフルーツポンチが何という漢字を書こうとしたのかを当てるコーナー。3人で話し合って1つの答えを出すルールで、推理時間は90秒→60秒。ただし、3人は時間が過ぎても納得のいく答えが出ていなければ話し合い続けるため、時間制限はあまり厳密ではない。解答と正誤判定が終わって3人が去った後、川島にスポットが当たり、正解なら「こうして謎は1つ解き明かされた」、不正解なら「こうして事件は迷宮入りした…」と演出され、意識を取り戻した川島が、書いた理由や考え方などを述べる。最後に正しい漢字が提示され、タカシ少年の「テストに出るから覚えておかなきゃね」というセリフでコーナーが終了する。
金田は金畑哲三郎、村上は青村健作、亘は江戸亘コナンと刑事ドラマやアニメの探偵の衣装に扮している。ただし、2009年10月19日-21日は罰ゲームのためフルポンはそれぞれ青村うん作、江戸亘ウ○コナンという役名だった。
2010年に入ってからしばらく放送がなかったが、4月16日の「G」初回で「漢字おバカ殺人事件G」として久方ぶりに復活。「G」では新たに金田たちの助っ人としてゲストが登場（ゲストもドラマやアニメの警官キャラの格好をしている）するようになった他、問題が2問（2問目は川島の下に置かれている）出されるようになった。「G」では両方正解の際は「こうして2つの謎は解き明かされた」、1勝1敗の場合は「こうして1つの謎は解決し、1つの謎は迷宮入りした」、両方不正解の場合の演出は「こうして事件は完全に迷宮入りした…」と演出される。2010年7月からは通常版においても「G」に準じた内容で放送されていたが、10月以降は助っ人制度を廃止し問題も1問に戻った。2010年5月4日時点での事件解決数は、全55件中、金畑哲三郎が10件、青村健作が8件、江戸亘コナンが13件である。
ゲスト
- 大和田伸也（署長/4月16日、4月30日、5月21日、7月7日）
- 寺脇康文（自身が演じた亀山薫に酷似した格好の刑事/5月14日、5月28日、7月14日、8月11日）
- 山口智充（銭形警部/6月11日、7月28日、9月7日、9月17日）

百番勝負
お笑い戦国時代に生まれたという設定ではんにゃとフルーツポンチがスポーツやゲーム、勉強など100の勝負をする。企画終了時点で負け越したコンビには罰ゲームがある。ラウンドワンにて数回分を連続で収録したこともあり、その際は4:3のサイドパネルで放送された。2009年10月19日の全対決終了時点で結果ははんにゃ51勝、フルーツポンチ49勝ではんにゃが勝ち越し、負けたフルポンは罰ゲームとして2009年10月19日から21日までの3日間、全てのコーナーで“ウ○コマンズ”として茶色いタイツと被り物のう○こ姿で出演することになり、直後の「ピラメキたいそう」からすぐに実行された。アイキャッチはピラメキパンダからフルポンに変わり、タイトルロゴも茶色、ジングルも特殊なものになっていた。
仁義なきおもちゃの戦い（△）
「百番勝負」の続編。ただし、勝利数は数えず、罰ゲームは毎回行われる。また、「百番勝負」と異なり不定期放送である。ヤクザに扮した「はんにゃ組（金田が組長で川島が若頭）」とマフィアに扮した「フルーツポンチ組（村上が首領（ドン）で亘が幹部）」がそれぞれの自慢を語った後、どちらが強いのかをおもちゃを使って勝負する。負けた組には厳重な罰が下され、衣装から弾着が爆発する。2010年11月30日放送回では金田が寝坊により収録に遅刻したため実質的に川島VSフルーツポンチの対決となった。また特別企画として、はんにゃ、フルポンにしずるを加え「百番勝負」に準じた内容で対決する特別編も不定期に行われた。
640時代はダル駒組（ダルさん・生駒里奈）やA.B.C-Zなどゲスト組も登場し三つ巴の戦いとなる。なお、640時代の金田のカツラは夕方時代とは異なる。
かいケツ! ウンコマンズ → かいケツ! チョコソフトマンズ（◇）
2010年6月7日開始。「百番勝負」の罰ゲームでフルーツポンチが扮していた「ウンコマンズ」が視聴者の要望で復活し、視聴者の素朴な疑問を実際に検証する。初回は「人の声はどこまで届くのか?」という疑問で、500m離れても聞こえるということが実証された。
2011年5月26日放送分から「かいケツ! チョコソフトマンズ」とコーナー名を変えリニューアルした。コーナー名変更の理由は夕方の時間に放送するコーナーという関係上。ただしその後もクロスプログラムでウンコマンズのバージョンが使用されたり、他のコーナーでウンコマンズの話題が出ることもあり、完全に消えたわけではなかった。2012年9月3日に番組HP限定でコーナーが復活、この番組HP限定版でははんにゃの2人もウンコマンズになっている。
レギュラーに復活したい!はんにゃのみそぎ
2011年3月22日開始。金田は遅刻が多く、川島は恋愛にうつつを抜かしてばかりという事で準レギュラーに降格してしまったはんにゃが、レギュラー復帰のため、108個のみそぎと称した罰ゲームを行うコーナー。同年4月15日放送分からは視聴者が考えたみそぎを採用している。テレ東の廊下で激辛料理を食べたり、1本のお菓子を2人で食べるなどの食事系のほかに、人通りが激しい駅前（「こびとづかん」のコーナーなど、駅を舞台にするときは品川駅港南口でロケを行うことが多い）で大声で謝罪するなどの恥ずかしいものや、お互いの送信メールを読み合うなどのプライベートに踏み込んだものもある。
| No. | 放送日  | お題                                        | 備考 |
| --- | ------- | ------------------------------------------- | --- |
| 1   | 3月22日 | 激辛カレー50倍完食                          | |
| 2   | 3月24日 | 恥ずかしい秘密を大声で叫ぶ                  | 金田は昔、川島宅にお風呂の中で小便をしたと告白 |
| 3   | 4月4日  | 10分の9わさび寿司                           | 残り5つでようやくわさびなしに当たりクリア |
| 4   | 4月12日 | センブリ茶を1ℓ飲む                          | 2人に各1ℓ用意、全て飲み干す |
| 5   | 4月15日 | 初めてのネタを披露                          | この回から視聴者が考えたみそぎを紹介。ソルジャー漫才を披露 |
| 6   | 4月20日 | 送信メール公開                              | 抽選で決定、金田は42番目、川島は26番目の送信メールを読み上げた |
| 7   | 4月22日 | 1本のお菓子を2人で食べる                    | |
| 8   | 4月26日 | 足つぼマットの上でなわとび10回              | |
| 9   | 4月28日 | 作文音読                                    | 2人が小学生の時に書いた作文を音読（フルポンも登場） |
| 10  | 5月3日  | ほふく前進100m                              | テレビ東京の周り約100mをほふく前進で一周廻る |
| 11  | 5月6日  | 10分の9からし入りたこ焼き                   | 6個目でからし抜きのたこ焼きに当たりクリア |
| 12  | 5月9日  | 玉ねぎみじん切り                            | 玉ねぎを各5個みじん切りにする。その後、その玉ねぎをそのまま2人で食べた（完食したかは不明） |
| 13  | 5月18日 | タライギリギリストップ                      | 15cm以内に近づけないと終われない。7回目の挑戦で金田が成功 |
| 14  | 5月23日 | 1分間くしゃみがまん                         | 細く尖らせたティッシュを鼻の穴に入れ1分間耐える（どちらかがくしゃみをしたらやり直し）。 しかし、なかなかクリアできないためパンダにルール変更を直訴すると「30秒くしゃみがまん」に認められ、再チャレンジ。 川島がクリア目前でくしゃみしたが、スロー判定の結果、30秒03でギリギリでクリアした。 |
| 15  | 5月31日 | 自信満々のモノボケ披露                      | 用意された道具でモノボケを披露（フルポンが判定して笑ったらOK）。 結果金田は2個目、川島は5個目でOKに |
| 16  | 6月27日 | 顔面風船割り                                | 鼻に画鋲を貼り、5つの風船を割る 小さい風船から順に交互で風船を割り、最後の1番大きい風船は2人で割った |
| 17  | 7月14日 | 激辛料理を食べた後に激辛ジュースを飲みほす! | 『ピラメキーノ激辛調査隊!』にてデビルズキッチンのサドンデスハンバーグ完食後に実施 激辛カレーラムネを1人1本飲み干す |
| 18  | 8月4日  | 凍った洋服を着てつめたーいかき氷を食べる!   | |
| 19  | 8月11日 | 長いストローを使って飲み物を飲む!           | 全長8mのチューブを使い用意された苦い青汁コップ1杯をすべて飲み干す 2人で交代しながら飲み、40分かけて完飲 |
| 20  | 8月17日 | 滝に打たれながら今後の決意を言う            | 残り回数がかなりあるため、この回が最後のみそぎで今後の決意をそれぞれ10個ずつ言う。 2人が決意を言い終わったことでレギュラー復帰となった。 |

うがい官房長官 （☆）
2009年11月9日初登場。「う」の文字が書かれたピンクの前掛けをしている、初老の官房長官に扮したレギュラーの代表が、出されたお題に対する答えをうがいをしながら発し、記者側の3人は何を言っているのかをメモに書き、カメラの前に差し出して当てる。記者役は亘以外は眼鏡をかけている。制限時間は当初は90秒で、2009年12月からは60秒となった。正解の場合はコップの絵で答えが隠される。記者はうがい官房長官に「もう一度お願いします」と言うことで、制限時間以内なら何度でも答えが聞ける。
正解できなかった人は、官房長官の「ポチっとな!」の合図とともにビリビリ（電流）を食らう。最後に答えが書かれたボードが提示され、確認映像が画面左下に流れる。なお、2009年11月20日放送分でお題が「アーノルド・シュワルツェネッガー」の時に金田と川島が一字一句正確に書けていなかったことがお互いの暴露で発覚。字を間違えた人は不正解というルールが新設され、2人とも電流を食らった。森三中の黒沢等のゲストが官房長官になりレギュラー全員が回答者となったことがある。
ピラメキーノこども相談所
視聴者からの悩みに対して、芸人扮する天使と悪魔がそれぞれ主張した後、石丸幸人弁護士が大人として見るとどういった罪になるのかを回答する。
おなか様のおやつ（☆◇）
2010年3月8日開始。一見合わないような2つの食べ物（飲み物）を食べ合わせ、どのような味になるのかを検証するコーナー。司会進行は殿の「おなか様」（川島の腹に顔が描かれている）、食べ合わせは家来の「かわしま」が担当（「おなか様」と「かわしま」は川島の一人二役）。4月30日放送分からは視聴者からの投稿が紹介され、同時に川島が評価（腹0から3つ）するようになった。川島曰く、一度に10本のまとめ取りを行うという。
ドッキングルメ研究所
料理を2つ混ぜ、おなか様（川島）がそれを食べて美味しいかどうかを判別するコーナー。料理を混ぜるのはロボットの操縦士に扮した沖佳苗。
ここだけの話アンケート
番組公式サイトで小学生が回答したアンケート結果を、紙芝居屋に扮した板倉のおじさん（インパルス板倉）、高橋のおじさん（サバンナ高橋）、エハラのおじさん（エハラマサヒロ）、ヒデのおじさん（ペナルティヒデ）のいずれかが登場して上位3位と少数意見を発表する。このコーナーはゲスト1人から数人が加わり、意見について4人とトークを交わす。
ピラメキーノ討論会 子供たちの今
『朝まで生テレビ!』のパロディで大人にとってはどうでもいいような子供の悩みについて討論するコーナー。金田扮する間地川真面目とテレビ東京の女子アナが司会進行をし、コメンテーター役として村上扮する愛川好男、亘扮する熱山厚由らが登場する。また、川島はリポーター役として中継で参加。
誰が!どこで!誰と!何をした!っぽいストーリー団体戦
はんにゃとフルポンによる対抗戦コーナーで両チームに各2名のゲストを加えた4人でテーマに沿った答えを「誰が」「どこで」「誰と」「何をした」に分かれて1人ずつ答えて行き、審判の票が多かったチームが勝ち。主審は板倉俊之（インパルス）か高橋茂雄（サバンナ）が、副審は甲地夏波と松岡天星が担当する。
たいきゅーさん
はんにゃとフルポンによる対抗戦コーナーで基本的に2回に分けて放送される。毎回はんにゃかフルポンのどちらかと女性ゲストが実際にやると痛い罰ゲーム（タライ落しやケツバット）を行うが実際に罰ゲームを受けているのは1人だけであとの2人は痛くないようにクッションがおかれている。もう片方のチームは3人のリアクションを見ての誰が実際に罰ゲームを受けているのかを見定める。外した場合は巨大ハリセンの刑。司会進行はアントニー和尚ともう1人吉本芸人が担当しておりBGMは『一休さん』の主題歌の替え歌が使われている。
可能姉妹
金田と村上が扮する可能姉妹が、世の中のあらゆる疑問に可能か不可能かを体を張って検証する実験コーナー。
宇宙生活（△）
宇宙船SAKASAを舞台に逆さづりにされた隊員がいろいろな事に挑戦するコーナー。金田と村上の組み合わせが基本だったが、スケジュールの都合で亘と太田Dという組み合わせもあった。なお、川島はこのコーナーには登場していない。640時代はピラメキメンバーとA.B.C-Zのメンバーとの組み合わせも行われ、他の隊員は地上で実験を見る。
坂道家族（△）
はんにゃ・フルポンが45°に傾いた家に住んでいる一家（村上は娘の坂美、亘は母、川島は父、金田は祖母）という設定でさまざまなお題に挑戦するコーナー。家にはロープが設置されており、これを利用しながらお題に挑んでいくことになる。坂を滑り落ちて場外に落ちてしまうと脱落となり、4人全員が脱落すると失敗となる。
640時代はゲストが登場し対抗戦形式になった。
- 2013年度版はゲストにA.B.C-Zを迎えて行われ、坂田家とA.B.C-Zが対決しA.B.C-Zが勝利したらPRタイムが設けられる。
- 2014年度版ではA.B.C-Zの他にジャングルポケット、2700ら「坂上家」チームも参戦し、三つ巴バトルとなった。
- 2015年度版ではA.B.C-Zの他に梶原雄太（キングコング）・鈴木拓（ドランクドラゴン）・山本博（ロバート）ら某扉番組の三羽烏による「坂地味家」チーム、8.6秒バズーカー・庄司智春らによる「8.6秒庄司」チーム、ニッチェらによる「女芸人」チームの五チーム対抗戦となった。

ロナウジーニョと呼ぶな!AD牧田の逆襲!!
はんにゃ川島がAD牧田に対して「ロナウジーニョに似てる」と言ったことから生まれた企画。2010年3月29日から3月31日まで3番勝負を行い、AD牧田が勝った場合ははんにゃ川島が反省する。金田はAD牧田の味方。その後、AD牧田は「マキジーニョ」という愛称で呼ばれるようになった。
変態てれびさんTX
2011年2月28日に放送。亘扮する男爵がお尻を見せて番組を宣伝するというコーナー。後日の放送で好評のためレギュラー化が決定したと言っていたが、実際にはお蔵入りとなっており放送されなかった。その後、同年12月27日の放送で未放送が14本もあることが明らかになり、そのうちの4本が特別に放送されてこのコーナーは永久に終了となった。またこの日の深夜に放送された「モヤモヤピラメキゴッドタン2011年大反省SP」でもこのコーナーが取り上げられ、亘が撮影秘話を語った。2012年9月3日に番組HP限定で復活することが明らかになり、9月6日より配信を開始した。番組HP版では珍地名クイズを出題。

### ゲームコーナー
ワンターゲット（☆◇）
9メートル四方の内野の中に居るターゲット1人に、3人一組で応募してきた視聴者チームが1分以内にボールを当てる、ドッジボールをアレンジしたゲーム。ターゲットがボールを捕って放り投げ、参加者が受け取るまでの間、またはそのままでのプレイ続行に支障がある場合、時計が止められる。ターゲットには先鋒・中堅・大将がおり、基本的に先鋒がゲスト、中堅が村上、大将は金田が務める。ゲストと村上は入れ替わることもある。大将を倒すと覆面をつけた「ドッジマン」が登場、これも倒すと視聴者チームの勝利で、ターゲットのメンバーの直筆サインが入ったトロフィーが授与される。ドッジマンは代替わりしており、現在は「ドッジマン4号」が出演している。2010年3月22日放送分からは「ワンターゲットNo1決定戦」と称し過去に4人全員を倒した視聴者チームより選ばれた5組による最強チームの決定戦が行なわれる。この回は変則ルールとなっており先鋒が制限時間30秒、中堅が40秒、大将が50秒、ドッジマンが通常通り60秒間でプレイを行い4人がアウトになるまでの合計タイムが最も早かったチームが勝者となる。
2010年4月16日より「ワンターゲットG」として「G」のみの放送に移行し、セットには応援席が設けられた。同時に、先鋒→次鋒→中堅→大将→ドッジマンと5人と対決する形に変わり、ヒットされるたびターゲットはペナルティとして冷却ガスを浴びていたが廃止された。2010年7月からは再度通常版でも放送されるようになった。2010年12月17日放送分からは先鋒→中堅→大将→ドッジマンと4人と対決する形に戻された。2011年3月に2度目のチャンピオンシップを開催、宮﨑大輔が大将として登場した。2011年度は4人全員を速く倒したチームが年間王者になる。
金田達の順番紹介時に流れるBGMは「Take off!! スーパーGUTS」のインストゥルメンタル版、ドッジマンの登場時のBGMは「ローラーヒーロー・ムテキング」を極端に短くしたものである。
なお、「ドッジ仙人が教える! ドッジボール上達のコツ十一ヶ条」と題して、村上にドッジボールを指導した「ドッジ仙人」がドッジボールを上達させるためのテクニックやポイントなどを実演で紹介するコーナーが放送されることもあった。
3ON（スリーオン）ストライカー
9メートル四方の枠の中心にある四方向に開いたゴールを1人のキーパーが守り、3人一組で応募してきた視聴者チームがシュートする。45秒以内、かつキーパーにボールを3回取られる前にシュートを決める。キーパーがボールを捕ると時計が止められ、残りボール数が画面左下に表示される。キーパーには先鋒・中堅・大将がおり、先鋒がゲスト（ゲストがいないときは村上）、中堅が村上（ゲストがいないときは亘）、大将は金田が務める。ゲストと村上は入れ替わることもある。大将を倒すと鬼の面をした「鬼カベ」が登場、これも倒すと視聴者チームの勝利。2009年12月の成績から2010年1月・2月は先鋒が金田、中堅がゲスト、大将が村上となっていた。2010年4月9日放送分では、ゲスト枠の山田親太朗が「上手すぎる」という理由でゲスト初の大将となり、村上が先鋒、金田が中堅となった。
2011年4月4日から5日間は「チャンピオンシップ」と称し2010年度で好成績をおさめた視聴者チームより選ばれた5組による最強チームの決定戦が行なわれた。この回先鋒（村上）→中堅（金田）→大将（シジマール）→鬼カベと対戦し4人全員からゴールした合計タイムが最も早かったチームが年間王者となる。2011年度以降は「鬼カベ」が「鬼カベNEO」に替わり4人全員を速く倒したチームがチャンピオンシップ挑戦権を得られる。
拳闘ホッケーXR（エックスラウンド）
2011年4月5日から開始。ボクシングスタイルでエアホッケー対決を行う。プレーヤーはボクシンググローブを着用し2つのマレットを使ってパックを相手のゴールに入れる。挑戦者は2人1組で6点、金田、モハメド・ワタリ（亘）、ボクサー拳の3人は1人2ずつ、合計6のHPを持っておりHPがなくなるとその時点で選手交代となる（初期ルールでは挑戦者は先鋒、中堅、大将の3人が各3点ずつ、金田、亘、ボクサー拳の3人は1人1点ずつだった。また、芸人と対決の場合はHPが変わることがある）。
初回はプレーヤーとセコンドを決めるためはんにゃ同士、フルーツポンチ同士で試合を行った。予選では金田が3-0で川島に、亘が3-1で村上に勝利し、決勝で亘が3-2で金田を下して優勝を決めた。なお、川島はレフリー兼司会進行になったため挑戦者側のセコンドは村上が務める。
相手は金田→モハメド・ワタリの順番で対戦し、モハメド・ワタリを倒すと犬のかぶり物を被った大将「ボクサー拳」が登場。これも倒すと視聴者チームの勝ち。
エアホッケーで有名な『関口宏の東京フレンドパークII』が終わった後に開始したコーナーだが、ピラメキパンダ曰く「その番組の終了とは関係ない」とのこと。
ドロP（ポリス）（☆△）
2010年4月23日開始、ドロケイをアレンジした新感覚鬼ごっこゲーム。
シーズン1のルールは学校（主に廃校）を舞台にポリス（小学生または芸能人）は4人1組（2回目の放送までは5人1組）のチームとなり制限時間30分の間にカナパン三世（金田）、村元大介（村上）、川島川左ェ門（川島）、○○フジコ（峰不二子ポジション、ゲスト）の4人（カナパン一味）を全員逮捕したら勝利。ごほうびとしてレギュラーのサイン入り感謝状とメダルがもらえる。一方、カナパン一味は一人でも逮捕されなかった場合（20－逮捕者×4）枚のPコインを入手し200枚ためると海外ロケのごほうびがある。
2010年8月6日放送回よりカナパン一味は逮捕されるとお仕置きバスターという名前のお仕置き人から罰ゲームを受けることになった。内容は以下の通り。
- 当初は、男性陣にはピラメキドリル（電気あんま）、フジコ役のゲストにはピラメキペンペン（バスターにあられもない格好で持ち上げられお尻をハリセンで叩かれる）。
- 2010年10月8日放送回からは、男性陣は巨大ハリセンで1発食らう超ピラメキペンペン、フジコは体を持ち上げられ小さいハリセンで3発ほど食らう新ピラメキペンペン。
- 2010年11月5日放送回からは、フジコも男性陣も、超ピラメキペンペンに統一。

なお、ポリスと銭亘警部（亘）間およびカナパン一味間にそれぞれトランシーバーが支給されており、それを使って連絡を取り合うことができる。
通常のケイドロと若干異なり、捕まっていないメンバーが逮捕された仲間にタッチした際、捕まっていたメンバーは全員復活する（2回目の放送まではタッチされたメンバーのみが復活）。また、牢屋に確保者が入れられるまでと開放後、カナパン一味が再度隠れるまでの間はタイマーがストップする。はんにゃ・フルポンは各々のキャラクターのコスプレをしている。「○○フジコ」となるゲストは基本的には普段どおりの格好だが、例外として箕輪はるか（ハリセンボン）は黒のレザースーツを着て参加している。
初期の挑戦者は基本的に一般の小学生だが、たまに子役が参加する回もあった。また、2010年11月5日放送分からはおネエタレント4人がポリスとして登場、2010年12月以降はタレントとの対戦となり、小学生の募集も行わなくなった。
2011年2月25日でPコインが204枚を突破。海外ロケを獲得したが、翌週の放送で連れてこられたのは空港ではなく『大理石村ロックハート城』だった。そこで銭亘がムシコンプ隊のタイロケで積み立てていた貯金を崩していた事が判明。そのため、海外ロケの代わりに海外旅行をかけてスペシャルゲームをすることになった。スペシャルゲームはいつもと異なり制限時間は60分、カナパン一味レギュラー＋フジコゲスト2人VS歴代特殊ポリス部隊リーダー5人で争いカナパン一味は逃げ切るのではなく塔の最上階におかれた宝箱の中の海外旅行チケットを確保すれば勝ちになる。
同年5月10日よりシーズン2が開始。Pコインがリセット並びに、フジコ枠が廃止され、カナパン一味VSゲストポリス3人の対決に変更された。新たなルールとしてペナルティポイントという制度が採用され（確保された回数－救出成功回数）の数値が30回に達成した泥棒は次の回で1回お休みになる上、GO!皆川に交代させられる。また、お仕置きもポリスが行う形に変更された。村元がペナルティポイント30に達したため、その次の回、本当にGO!皆川に交替させられた。
640時代は乃木坂46のメンバー（生駒里奈・堀未央奈・川村真洋）がフジコ枠として登場した。
水鉄砲バトル
カナパン一味3人VSスペシャルポリス3人に加え銭亘もプレイヤーとして参戦。ルールは30分以内にカナパン一味が本部にある金の的を水鉄砲で射抜けば勝利。それぞれのプレイヤーの頭にも同様の的がセットされており、他のプレイヤーに射抜かれた時点でアウトとなる。これまでとは違いアウトになった場合復活することはできない。相手チームを全滅させても勝利となる。また、銭亘は本部にて金の的を巨大うちわで防御する役割を担当（銭亘がアウトになった場合は他のポリスが担当）し、他のポリスが見回りを行う。なお、降雨など自然現象で的が破れた場合もアウトとなる（本部は雨が及ばない場所へ移動される）。リニューアルに伴いお仕置き、Pコイン、ペナルティポイントは廃止された。
缶ケリバトル
カナパン一味3人VSスペシャルポリス&銭亘4人による缶けり対決。ルールは30分以内にエリア内3ヶ所に設置された缶を蹴ることができればカナパン一味の勝利。タイムアップか3人捕まえた場合はポリスチームの勝利。通常の缶けりと違い、缶けりに成功しても復活はない。
水風船バトル
カナパン一味3人VSスペシャルポリス銭亘4人による水風船対決。ルールは30分以内にカナパン一味が宝箱を獲得すれば勝利。水風船を体のビブスに当てられるとアウトになる。アウトになった場合は復活することはできない。相手チームを全滅させても勝利となる。
カナパン一味
カナパン三世（金田/リーダー）
ルパン三世の衣装。カナパン一味を引っ張るまとめ役。足の速さを生かし、仲間を救出することが多い。
村元大介（村上/抜けてる頭脳派）
次元大介の衣装。3人の中では逮捕数が多く足を引っ張ることが多い。秘密道具を使用することがあり、これまでに登場した道具は村元バズーカ、超超スッゲーダンボール、クモの巣玉2（セカンド）などがあるが、あまり役に立っていない。
川島川座ェ門（川島/残り5分奇跡の男）
石川五ェ門の衣装。シーズン1ではカナパン、村元、フジコを時間ギリギリで救出することが多かったことから「残り5分奇跡の男」のキャッチフレーズが付く。ポリスたちが気付きにくい場所（理科室の収納場所、体育館の椅子の収納場所など）によく隠れるため、捕まりにくい。
⚪︎⚪︎フジコ
峰不二子のポジション、ゲストは毎回変わる。ゴールデン枠の時代には、はるな愛、磯山さやか、ハリセンボン（近藤春菜・箕輪はるか）、道重さゆみ、片岡安祐美、安田美沙子、矢口真里、里田まい、松野明美、大林素子、小倉優子、吉澤ひとみ、上原美優、大島麻衣、おかもとまり、藤本美貴、神戸蘭子、南明奈、久住小春がゲスト参加。シーズン2では廃止されていたが、640枠の時代に復活、乃木坂46のメンバーの生駒里奈、堀未央奈、川村真洋が参加した。
捜査本部
銭亘警部（亘/警部）
銭形警部の衣装。当初は銭亘刑事だったが、途中から警部に変更された。カナパンからは、銭亘のとっつあんまたは銭亘と呼ばれている。捜査本部の警部で、ポリスたち指示を出すのが仕事だが、通常枠のシーズン2では、缶ケリバトルと水鉄砲バトルと水風船バトル、640枠のボール撃ち合いバトルに（途中から）参加をする事もあった。
仁義なきピンポン野球の戦い → ピラメキーノスタジアム
視聴者参加企画で元々は「仁義なきおもちゃの戦い」のスピンオフ企画。ピンポン球を使った野球で対決する。攻撃側は交互にバッターを担当し守備側はピッチャーと野手となる。フォアボールやデッドボールはなし。バックスタンドの当たった場所場所により点数（1〜2点）が入りホームランは3点となる。野手にキャッチされたりバックスタンドに当たらなかったり照明に当たった場合はアウト。最初の芸人同士の対戦では2イニング3アウト制、視聴者戦では3イニング1アウト制（2戦目以降は3イニング目のみ2アウト制）で試合を行い得点が多いほうが勝ち。「仁義なきピンポン野球の戦い」のみ負けたチームはビリビリの刑が実行された。

### ロケコーナー
ムシコンプ大図鑑 （☆）
亘隊長率いるムシコンプ隊が毎回決まった虫を捕まえていくコーナー。2010年7月8日から9月3日まで放送された。ターゲットの虫を捕まえ、全員の力を合わせて虫カゴに入れた時点で捕獲成功となる。ムシコンプ隊隊員には子役が男女1人ずつ、声によるコーナー進行はタカシ少年が担当。このコーナーでタカシ少年は、鉛筆の代わりに虫取り網を持ち、首からカメラではなく虫の入った籠をさげている。また、このコーナーには大の虫嫌いのディレクター太田勇（愛称は「王子」）がムシコンプ隊の一員として強制的に参加させられている。太田Dは毎回虫捕りにそぐわない派手な服装で登場し、冒頭でそれを亘にいじられる。
2010年11月19日と12月3日には「超捜査CCS」のコーナー内で番組初の海外ロケのタイ編が放送されたほか、2010年12月7日には番外編として「昆虫脱出ゲームDERO」という企画（「絶叫!なぞなぞコースター」で散々な目にあった村上が太田Dに対する復讐）が放送された。
| 放送日  | ターゲット         | No.               | 捕獲した虫                                                 | 捕獲レベル    | 備考                                                                                        |
| ------- | ------------------ | ----------------- | ---------------------------------------------------------- | ------------- | ------------------------------------------------------------------------------------------- |
| 7月8日  | シオカラトンボ     | 00001             | シオカラトンボ                                             | ☆             | 最初のムシコンプ隊員は天海自由創と峰岸花奈                                                  |
| 7月9日  | コクワガタ         | 00002             | コクワガタ                                                 | ☆☆☆           | この放送日に太田Dの誕生日を迎える                                                           |
| 7月12日 | ラミーカミキリ     | 00003 00004       | トホシテントウ ラミーカミキリ                              | ☆☆            |                                                                                             |
| 7月16日 | スジグロシロチョウ | 00005 00006       | モンキチョウ スジグロシロチョウ                            | ☆ ☆☆          |                                                                                             |
| 7月21日 | ナミテントウ       | 00007 00008       | ヒメウラナミジャノメ ナミテントウ                          | ☆ ☆☆☆         |                                                                                             |
| 7月23日 | カブトムシ         | 00009 00010       | キマワリ カブトムシ（オス・メス）                          | ☆☆ ☆☆☆☆       | この回から昆虫博士の杉村健一も加わる                                                        |
| 7月27日 | タイコウチ         | 00011 00012 00013 | アカハライモリ ドジョウ タイコウチ                         | ☆☆☆☆ ☆☆☆ ☆☆☆☆ |                                                                                             |
| 7月30日 | アメリカザリガニ   | 00014             | アメリカザリガニ                                           | ☆☆☆           | 隊長たちが、連続でアメリカザリガニを捕まえる                                                |
| 8月3日  | ツバメシジミ       | 00015 00016       | クビキリギス ツバメシジミ                                  | ☆☆☆           |                                                                                             |
| 8月10日 | シロスジカミキリ   | 00017 00018       | ナナフシモドキ シロスジカミキリ                            | ☆☆ ☆☆☆☆       |                                                                                             |
| 8月16日 | オオムラサキ       | 00019             | オオムラサキ（オス・メス）                                 | ☆☆☆☆☆         | この回からムシコンプ隊員が長部竜也と甲地夏波に替わる また、同行の昆虫博士が川上洋一に替わる |
| 8月20日 | ノコギリクワガタ   | 00020             | ノコギリクワガタ（オス・メス）                             | ☆☆☆☆          |                                                                                             |
| 8月26日 | アオカナブン       | 00021 00022       | カナブン アオカナブン                                      | ☆☆ ☆☆☆☆       |                                                                                             |
| 8月27日 | ミヤマクワガタ     | 00023 00024 00025 | スジクワガタ ミヤマクワガタ（オス・メス） オオナガコメツキ | ☆☆☆☆ ☆☆☆☆☆ ☆☆ |                                                                                             |
| 9月3日  | オオクワガタ       | 00026             | オオクワガタ                                               | MAX           | 長部竜也は不参加、また、甲地夏波は昼間のみの参加                                            |

カワンケンの早く人間になりたい!
川島扮するフランケンシュタインのカワンケンが人間のお友達のキイちゃん（稲垣鈴夏）と一緒に人気スポットを見て回り、人間の気持ちを学ぶコーナー。「カワンケン」は「ピラメキたいそうハロウィンバージョン」から誕生したキャラクターで、「フガフガ」としかしゃべらない。都内を中心に人気スポットの紹介を行っているが、最後は必ずキイちゃんに見放されるのがオチ。
| 話数  | 放送日         | サブタイトル                        | 備考                                       |
| ----- | -------------- | ----------------------------------- | ------------------------------------------ |
| 第1話 | 2011年 2月10日 | カワンケン 東京スカイツリーへ行く   |                                            |
| 第2話 | 2月17日        | カワンケン 東京ミッドタウンに行く   |                                            |
| 第3話 | 2月24日        | とっても楽しい(?)秋葉原             |                                            |
| 第4話 | 3月3日         | お肉のフードテーマパークでフガフガ! | 東京ミートレアでロケ                       |
| 第5話 | 3月10日        | アイドルのコンサートに潜入!         | なかのZEROホールでももいろクローバーが公演 |
| 第6話 | 3月22日        | 最新プラネタリウムでフガフガ!       |                                            |
| 第7話 | 4月12日        | 猫カフェでフガフガ!                 |                                            |

ミステリー生物調査隊（△）
さまざまな不思議な生物を調査して紹介していくコーナー。はんにゃとフルポンは関わっていないが、640時代ははんにゃが新加入し、2週間（月〜木、金曜は占いのためなし）に渡って放送した。
メンバー
- 佐田正樹(バッドボーイズ) - 当初は副隊長で事実上のリーダーとしてメンバーを仕切っていたが、太田Dの降格に伴い正式にリーダーの座につく。
- 諸見里大介 - 佐田がリーダーになったのと同時に副隊長兼鷹使いへ昇進。
- 渡辺直美 - 紅一点。ただし、時々収録日が他局の番組の収録に重なるため実質不定期ゲスト、後に降板した。
- 鈴木奈々
- 梅田彩佳(当時AKB48)
- 大田D - 初代隊長。しかし他のメンバーからは蔑ろにされがちであまりの役立たずのため、隊員見習いへ降格される。

いままでの生物
- スッポン （一度噛み付くと雷が鳴っても話さない生き物）
- 雷魚 （頭がヘビの巨大魚）
- クロアナゴ （海のアナコンダ）
- マンボウ （顔だけの巨大生物）
- ケラ （水中・地中・空中すべて万能の最強生物）
- ヘビトンボ （頭がヘビで空を飛び、強力なアゴで噛み付く凶暴な生物）
- カグラザメ （深海に住みサメを食べる巨大ザメ）
- オオグソクムシ （最大30cmの海の巨大ダンゴムシ）
- アメリカナマズ （3つの角を持つ凶暴で超危険な水中生物）
- コンゴウアナゴ （敵を見つけると体内に潜り込む深海の死神）
- チヒロザメ （何でも食べる深海の悪魔魚）
- アカスジキンカメムシ （超危険な毒ガスを吹き出す人面昆虫）
- シロミル （自由自在に大きさを変えるモンスター貝）
- ジンベエザメ （巨大な口であらゆる物を吸い込む地球上で一番でかい魚）
- スベスベマンジュウガニ （一歩間違えれば一匹で大人数、人を殺してしまう猛毒ガニ）
- テナガエビ （住宅街に潜む体が透明の手が異常に長い水中忍者）
- ザトウムシ （脚が体の数十倍もある肉食エイリアン）
- クガビル （体が伸び縮みして獲物を丸飲みする山のエイリアン）
- シビレエイ （電気ショックを繰り出す恐怖の一反もめん）
- オニカサゴ （岩や海藻になりすまし毒のトゲトゲで敵を襲う深海の鬼）
- オオゲジ （ジメジメした場所に潜む最大20cmのキモ虫）
- メンダコ （触るだけで死んでしまう深海のUFO）
- タカアシガニ （細くて長い究極の美脚を持つ深海のスーパーモデル）
- ハサミシャコエビ （シャベルのような手で泥の中で秘密基地を作る川のモグラ）
- マツモムシ （獲物に吸い付きミイラにしてしまう森のバンパイア）
- ムササビ （天狗のモデルになった空飛ぶモンスター）
- アフリカマイアイ （超危険なヌメヌメ巨大生物）
- オオウナギ （闇に潜む斑模様の極太大蛇）
- コクテンフグ （怒ると体を巨大化させる超猛毒美ら海モンスター）
- ニホンクモヒトデ （5つのアゴと5つの腕を持つ顔なし巨大グモ）
- ヤマビル （喰らいついたら絶対離さない踊る吸血鬼）
- プラナリア （体を100個に切ると100匹に増殖する再生モンスター）
- スナヤツメ （16の目を持ち、吸盤のような口で獲物を吸い尽くす不思議生物）
- ヘイケボタル （光を放ち空を飛び回る昆虫界のティンカーベル）
- ミドリヒモムシ （猛毒粘液で獲物を絡め取る獰猛な美しい海のリボン）

ピラメキーノ激辛調査隊
はんにゃ、フルポンが激辛料理に挑むコーナー。地方ロケによる特別編も放送されており、こちらはミステリー生物調査隊の3人（佐田・モロ・王子）が担当する。
ミステリー回転寿司調査隊、ミステリー丼調査隊、ミステリーパフェ調査隊
村上を隊長に、隊員は亘、川島、春香の3人。謎の寿司を求めて回転寿司屋さんへ挑む。派生シリーズである丼調査隊、パフェ調査隊は一部出演者と食べる物が異なる以外はほぼ同じ構成である。
からあげ調査隊
おなか様と家来の川島と実写ピヨッ太がからあげ料理を調査するコーナー。からあげ料理を食べたあとはKARAAGEダンスを踊る。
はじめての芸能人 （☆）
生まれて初めて会う芸能人がはんにゃ川島だったらというテーマで川島が芸能人未経験の学生の前に突然現れるというコーナー。
絶叫! なぞなぞコースター
2010年9月2日開始。絶叫マシンが苦手な村上が、ジェットコースターに乗りながらなぞなぞに答え、モテ度をアップさせようとするコーナー。このコーナーで村上は、一休のような修行僧の恰好をしている。なぞなぞは出発前に出題され、ジェットコースターに乗っている間がシンキングタイムとなり、戻ってきてからなぞなぞの答えを発表する。初回は横浜八景島シーパラダイスの「サーフコースター」に乗ったが、なぞなぞは不正解であった。絶叫マシンの他にお化け屋敷を舞台とした番外編もある。
偉人さんいらっしゃい!（△）
2010年6月5日開始、ベテランのイタコさん（三上美子）に口寄せで歴史上の人物を降霊させ、インタビューを通して当時の心境や現代へのメッセージを伝えてもらうコーナー。インタビュアーはタカシ少年が担当。なお、1回の口寄せに5000円の費用がかかり、口寄せの前に支払いを済ませ、領収書まで受け取っている。初回は坂本龍馬が取り上げられた。2013年9月17日から640でコーナーが復活。朝になってからは、スタジオでMCの4人が見る形になった。
クレーンゲーム道 一直線
はんにゃ・フルポンがクレーンゲームの名人に奥義を教えてもらいながら、クレーンゲーム修行するコーナー。2012年5月2日の放送では自称クレーンゲーム名人のGO!皆川が進退をかけてクレーンゲームに挑んだが失敗しピラメキーノを引退。しかし、次の回でも登場し、ラストチャンスという名目で再挑戦するもまたも失敗に終わり茨城へ強制送還された。後に特別企画で番組復帰を果たしている。
ヒーロー大運動会
ローカルヒーローが集合し運動会の競技で競う。2回だけ開催された。ピラメキーノからは1回目はピラメキッドが単独で参加、2回目はピラメキッドに加えてピヨッ太やボクサー拳などサブキャラ軍団も加勢した。
ピラメキーノinフランス・パリ
2012年7月26日・27日・8月2日・3日に放送。ピラメキーノのキャラたちがうずまきナルトと一緒にJAPAN EXPOへ行った。
ピラメキーノのぽっちゃりキャラは私だ! ニッチェ江上VS渡辺直美 5番勝負
2012年7月23日から7月27日まで放送。ニッチェ江上と渡辺直美がスポーツで対決。渡辺直美が勝利し、デブ女芸人が必要となった場合優先的に出演できることになる。ダルさんも出演していたが、ダルさんの妹ダル美として渡辺直美が出演した。
ピラメキーノのぽっちゃりキャラは私だ! ニッチェ江上VS渡辺直美 リベンジ勝負
2012年9月24日から放送。ニッチェ江上と渡辺直美が再び対決。3番勝負の末に渡辺直美が勝利、対決後は2人の間に奇妙な友情が生まれて「ピッグ☆レディ」結成につながる。

### 子役参加コーナー
男女子役恋物語シリーズ（☆△）
男女の子役を集め、いくつかのゲーム等を行った後、意中の異性に告白する。人数は男女同数の全10人・8人・6人のほか、男女いずれかが1人少ない7人・3人の場合や、男女一方が1人のみでもう一方が3人以上のケースもある。基本的に1シリーズが2週間連続し7回の放送で完結する（シリーズによって変動あり）。「G」で放送されたのは2010年5月21日のみ。スタジオではレギュラーが観覧するほか、ゲストが1組出演する。告白するときには、男女で人数の多い方、男女同数の場合は基本的に男子が自作のポエムを読み、相手がポエムを受け取るとカップル成立となる。なお例外的に、シーズン11（2009年12月14日-21日）とシーズン19（2010年8月12日-25日）では、男女同数で女子がポエムを読んだ。また、シーズン13（2010年2月4日-12日）では、女子がバレンタインのチョコレートを男子に差し出した。シーズン15からハイビジョン製作になった。シーズン18（2010年7月13日-22日）からは、公式サイトでストーリーも合わせて閲覧できるようになった。
640時代では放送枠が1日約3分ほどしかないため、放送できなかった分を番組HPで公開の動画で補う形で行われる、ピラメキキューピットは2013年秋版・2014年夏版・2015年夏版ははんにゃが、2013年クリスマス版はフルーツポンチと水沢アリーが担当した。また、2015年夏版には生駒里奈も出演している。
以下、主なコーナー出演者。備考欄の内容は子役恋物語出演後のみ記載。
| 名前       | シーズン   | 備考                                                                       |
| ---------- | ---------- | -------------------------------------------------------------------------- |
| 三井理陽   | 4・5       | てれび戦士（2010年 - 2011年）                                              |
| 廣岡まりあ | 7          |                                                                            |
| 真島なおみ | 7          |                                                                            |
| 中川大志   | 8          |                                                                            |
| 小林亮太   | 9          | BOYS AND MEN（2011年 - 2013年）                                            |
| 飯豊万理江 | 11         | 現：飯豊まりえ                                                             |
| 椎名もも   | 11         | 現：岩﨑果歩、NHKアナウンサー（2020年 - ）                                 |
| 田口司     | 11         |                                                                            |
| 矢部昌暉   | 11         | てれび戦士（2010年 - 2012年）、DISH//（2011年 - ）                         |
| 椚ありさ   | 13・23     |                                                                            |
| 飯田ゆか   | 13         |                                                                            |
| 宮本弘佑   | 14         |                                                                            |
| 紺野彩夏   | 15         |                                                                            |
| 田辺桃子   | 16         |                                                                            |
| 阿部紗英   | 16・23     |                                                                            |
| 田尻あやめ | 17・19・22 | 乙女新党（2012年 - 2016年）                                                |
| 富川健登   | 18         | 現：山田健登、10神ACTOR（2014年 - 2021年）                                 |
| 吉川日菜子 | 19         | おはガールちゅ!ちゅ!ちゅ!（2012年 - 2014年）                               |
| 古橋舞悠   | 19         | 現：Aqilla、アイドリング!!!（2013年 - 2015年）、BESTIEM（2017年 - 2019年） |
| 橘柊生     | 24         | DISH//（2011年 - ）                                                        |
| 小林龍二   | 25         | DISH//（2011年 - 2018年）                                                  |
| 浅田萌花   | 26         | 現：moca、lol（2014年 - ）                                                 |
| 亜蓮       | 26         |                                                                            |
| 岡田翔大郎 | 27         |                                                                            |
| 金子隼也   | 28         | てれび戦士（2012年 - 2014年）                                              |
| 桃果       | 30         |                                                                            |
| 塩川莉世   | 30         | 転校少女*（2014年 - 2022年）、SWEET STEADY（2024年-）                      |
| 森青葉     | 31         | はちみつロケット（2014年 - 2020年）、Awww!（2020年 - 2021年）              |

| 名前       | シーズン | 備考                                                  |
| ---------- | -------- | ----------------------------------------------------- |
| 鵜川百咲華 | 33       | 現：鵜川もえか、アモレカリーナ大阪（2015年 - 2016年） |
| 中澤華乃   | 34       | 現：カ能セイ、GANG PARADE（2022年 - ）                |
| 上田純利亜 | 35       | 現：JURIA、XG（2022年 - ）                            |
| 紀田直哉   | 35       | MAZZEL（2023年 - ）                                   |

バカウケコドモ-1GP（△）
2011年4月7日放送分より開始。芸人が子役20人の前で短いネタを披露し、面白かったかどうかを子役たちに判定してもらう。そのネタが面白ければ「バカウケ」と書かれた札をあげてもらい、あがった札の数でネタを評価する。なお、最高獲得表者が複数の場合は同点決勝を行いどっちが面白かったかで勝負を決めるが、それでも決まらなかった場合は両者チャンピオンとみなされる。毎回10組以上の芸人が登場するため、主に毎週木・金曜日で2回に分けて放送されることが多い。芸人が10組に満たず1日で放送できる場合は金曜日のみ放送し、子役の数も10人に減らして満点を「10バカウケ」（初の適用者は11月18日のカジ、ジューシーズ）、第3回（4月22日）からは10人になった。
最も多くの「バカウケ」を集めて優勝すると、翌週の放送で毎日ショートネタを披露することができる。初回の優勝は18バカウケを獲得したキュートン。はんにゃとフルーツポンチが第6回までそれぞれピン芸人として参加したことがあり、第2回のバカウケコドモ-1GPでは村上が19バカウケを集めて優勝し、翌週のショートネタ披露でメンバーやスタッフと一緒に登場した。
2015年1月4日放送の「ピラメキーノ お年玉もらえちゃうよ!新年SP」で久々に復活した。さらに640では金田・生駒ペア、亘が司会で行われた。
| 放送回 | 放送回            | チャンピオン（右はネタ披露日） | チャンピオン（右はネタ披露日） |
| ------ | ----------------- | ------------------------------ | ------------------------------ |
| 01     | 04月07日 04月08日 | キュートン                     | 04月11日 - 04月15日            |
| 02     | 04月15日          | 村上健志                       | 04月18日 - 04月22日            |
| 03     | 04月22日          | ヒカリゴケ                     | 04月25日 - 04月29日            |
| 04     | 04月29日          | 金田哲                         | 05月02日 - 05月06日            |
| 05     | 05月06日          | 多田健二（COWCOW）             | 05月09日 - 05月13日            |
| 06     | 05月13日          | ハイキングウォーキング         | 05月16日 - 05月20日            |
| 07     | 05月20日          | ビューティーメーカー           | 05月23日 - 05月27日            |
| 08     | 05月27日          | 勝又                           | 05月30日 - 06月03日            |
| 09     | 06月02日          | 平成ノブシコブシ               | 06月06日 - 06月10日            |
| 10     | 06月17日          | 春香クリスティーン             | 06月20日 - 06月23日            |
| 11     | 06月23日          | 金田哲<2回目>                  | 06月24日                       |
| 12     | 06月30日          | くまだまさし ツートンカラー    | 07月01日                       |
| 13     | 07月28日          | 流れ星                         | 07月29日                       |
| 14     | 08月11日          | おかずクラブ                   | 08月12日                       |
| 15     | 09月01日          | ダイマル                       | 09月02日                       |
| 16     | 09月07日          | 渡辺直美                       | 09月09日                       |
| 17     | 09月15日          | 弾丸ジャッキー                 | 09月16日                       |
| 18     | 10月27日          | 星野卓也                       | 10月28日                       |
| 19     | 11月02日          | くまだまさし<2回目>            | 11月03日                       |
| 20     | 11月18日          | ジューシーズ                   | 11月21日                       |
| 21     | 12月21日          | 楽しんご                       | 12月22日                       |
| 22     | 01月11日          | ビックスモールン               | 01月12日                       |
| 23     | 01月23日          | もう中学生                     | 01月24日                       |

子役はじめての告白
子役が好きな子に初めての告白をするコーナー。金田扮する「うぶ田うぶ男」が子役をサポートする。子役出演のコーナーであるが、なぜか一般から参加者募集を行っていた時があった。
ほとんどガールズコレクション
亘が司会を務めるファッションショーの少女モデル5人の中に女装して紛れ込んだ男子を警備員に扮したはんにゃ、村上、女性ゲストが当てる。外れた場合は「失礼な」と言ってビリビリの刑が執行、正解の場合は「すみませんでした」と言ってカツラを取る。その後、素顔が明かされ、女装前と女装後の写真が紹介される。
大人の言葉講座
子供があまり使わない用語の意味や使い方を実演で説明する、学校内やその周辺でのミニドラマ。登場人物は、太り気味の男子の「小野田君」（林田光輝）、眼鏡をかけた男子の「村島君」（小嶋一星）、担任の「とどろき先生」、近所のおばさんの「前田さん」、「村島君」が恋心を抱いている女子の「ゆいちゃん」（下江梨菜）等で、用語を使う役回りは村島君かゆいちゃんが担当することが多い。小野田君やとどろき先生、前田さんは彼らに言いくるめられる役どころである。時々「復習」として以前に紹介された用語と併用されることもある。2009年11月25日放送分では初めて「小野田君」が「村島君」に対して用語を用いた。「ゆいちゃん」の転校により、コーナー終了。「村島君」は告白できずじまいに。その後も特別編として映画や商品の宣伝を兼ねたストーリーが不定期に放送された。2012年5月からキャストを一新して復活した。
大人の喜ばせ方講座（△）
2010年8月2日開始。「おやつの代わりにキュウリの漬物が出てきた」「授業中に寝ていた所を先生に注意された」「休日に遊園地の約束をしていた父が起きてくれない」など子供にとって不都合な展開になった時に、大人を喜ばせ、かつうまく事を運べるような言葉を紹介するミニコーナー。シチュエーションはミニドラマ形式で展開され、言葉を発するのは小学生の「キイちゃん（市川きよみ）」（稲垣鈴夏）が担当。学校編では大人の言葉講座の小野田君と村島君も登場する。コーナー後期には映画や商品の宣伝を兼ねたストーリーが放送されていた。演出は『ピタゴラスイッチ』に似たものとなっている。
640時代ではキイちゃんの妹という設定のまきたん（信太真妃）が担当。叔父さん役として亘が出演している。また、2014年4月のSPではメイちゃん（畑芽育）が出演。演出は夕方時代とほぼ同じで商品の宣伝を兼ねたストーリーを放送している。
学校で使えるギョーカイ用語講座
「そっくり→くりそつ」「におい→おいに〜」など、学校の授業を舞台として様々な業界用語を紹介するコーナー。基本的に同じ内容の業界用語の紹介が1週間続く。業界用語は金田扮する「ギョーカイさん」が動くお立ち台の上に乗って紹介する。一度だけGO!皆川が登場した。子供が大人に悪口を言い放つシーンに視聴者からBPOに苦情が寄せられたこともあった。
あだな早押しクイズ あだなぞ!
2011年3月28日開始（当初は2011年3月11日に開始予定であったが、震災特番で延期していた）。ゲスト（主に番組スタッフ）が登場し、その人の小学生の頃のあだ名が何であったかを子役たちに当ててもらうコーナー。ゲストが番組スタッフであることは子役たちには明していない。正解が出たことはなく、それどころか悪口のような珍解答（例：吉本興業プロデューサーの山田貢（当時38歳）に「デブ寝坊」「盗撮マニア」など）が続出し、視聴者からの苦情が殺到したことで3回で打ち切りになった。
歌とダンスであなたをいやす ジュンペイ&シュータ
悩みを持っている人を癒すべくジュンペイ（倉地純平）とシュータ（神林秀太）がオリジナルの曲とダンスを披露するコーナー。曲名は「やさしさ」で、作詞・作曲・歌・伴奏はジュンペイ、ダンスはシュータが担当。
健康ミルククラブ乳愛
2011年5月30日開始。牛乳が苦手な小学生が牛乳飲みに挑戦する企画。コーナー進行は亘が担当。牛乳を飲んでいるときに牛のコスプレをしたユニット「モーモーガールズ」が牛乳コールを送る。10月5日放送からはミルク亘の師匠という設定でミル・久保田（久保田和靖）が登場している。
学校の怖いウワサ（△）
小学生子役がはんにゃ・フルポンに怖い話を紹介するコーナー。夕方時代では7回放送された。640時代は鈴木奈々や瑞季・松野莉奈（私立恵比寿中学）などゲストが披露することもある。2013年7月24日放送分から9月23日放送分まではテレビ東京の開局50周年を翌年に迎えることを記念して白黒放送を行った。
スーパーうんち型ボールキャッチ 男の子がキャッチできたら女の子に1万円
シューター村上が上から落とすうんち型のスーパーボールを男の子がワンバウンドでキャッチできたら応援の女の子に1万円分の商品が贈られる。チャンスは3回。番組表などでは「スーパーボール」と表示していた。視聴者参加型コーナーとして一般からも出場者募集をしていたが、子役タレントの出演のみでコーナーは終了した。
BARピラメキーノ（△）
村上がバーのマスターに扮し、悩める子役の愚痴を聞くコーナー。子役にはピラメキーノこどもびいるが提供される。子役以外にGO!皆川が登場した回もある。640時代は640の放送100回を記念してゴールドラベルが販売されていたこともあった。「ピラメキーノXmasスペシャル」（関東ローカル）では「くもりときどきミートボール2」のイチゴちゃんが登場した。

### 視聴者参加コーナー
アルプス一万尺チャンピオンズシップ
視聴者3人一組で参加し、2人ずつ3回、アルプス一万尺の手遊びを行い、その総計タイムを競う。5週勝ち抜くとアルプストロフィーが授与される。5週勝ち抜きが出たら直後の挑戦チームが暫定チャンピオンとなり、新たに勝ち抜き戦を始める。2009年11月4日放送分にはガリバートンネル、GO!皆川が初の芸能人チャレンジャーとして登場したが、高校生が記録した28秒57を抜くことはできなかった。この回を最後にコーナーは行われなくなり、2010年4月5日の「ワンターゲット」でコーナーが終了したことを明らかにした。金田が「GO!皆川が出演して一万尺のコーナーが終了したから（当日ゲストの）パンクブーブーも今日が最初で最後の出演になるかも」と冗談交じりに話していた。
仁義なきゴムダンスの戦い → GOMDANCE → GOMDANCE BATTLE（☆）
はんにゃ金田以外の3人が、勝利を誓ってゴムダンスの特訓をするコーナー。プロのダンスグループや高校生などが実際にゴムダンスをする映像が紹介されている。タイトルが「GOMDANCE」となってからは金田も加わり、ゴムダンスの映像を見る形式になった。ゴムダンスの映像は、公式サイトの動画コーナーで閲覧することができる。また、ゴムダンスを基本から分かりやすく紹介している映像もある。「GOMDANCE BATTLE」では金田・村上・日南響子によるピラメキーノチームと視聴者チームが対戦。5人の審査員の得点（1人最高10点）で合計点が多いチームが勝ち。
DANCE!DANCE!DANCE!ピラメキ天下一舞踏会
金田の司会で、2組のキッズダンスグループがダンスの技を競う。審査委員長はTAKAHIRO、審査員は黄帝心仙人、FISHBOY、広崎うらん、まちゃあき、めろちんから2名担当。3連勝すると殿堂入りになる。
大募集のコーナー（☆）
テーマに沿った視聴者からの写真やイラスト、映像などの投稿を紹介するコーナー。進行はポリ・ゴンザレスが担当。取り上げるテーマは「はんにゃとフルポンのイラスト」、「はんにゃとフルポンに仕掛けるドッキリ」、「オリジナルの替え歌」、「我が家のバカ犬・バカ猫」、「渡せなかったラブレター」、「0点のテスト用紙」、「クラスでかわいい女子の変顔写真」、「すごく上手く描けたマンガ」など。「はんにゃとフルポンに仕掛けるドッキリ」は、「ドッキリプロジェクト」として実施した様子を映したVTRを放送している。
ブラックポリゴンのいたずらコーナー
上記の大募集企画の1つ「ドッキリプロジェクト」から派生した企画。視聴者が考案したドッキリを行うのはこれまでと同じだが、レギュラーのはんにゃとフルポン以外にゲストがドッキリのターゲットにされることがある。
テキトーに弾いちゃって!!
何かがきっかけで音楽が苦手になってしまった「ダメダメキッズ」に、適当にピアノを弾かせて「いい感じバンド」の演奏と合わせ、音楽を好きになってもらうストレス発散のコーナー。進行は亘扮するアフロ頭の「ボビー・健太郎」が担当。途中でダメダメキッズによるピアノのソロが入る。
おんなごころ!おかあさんといっしょ（☆）
女の子と母親のペアで恋に関する二択問題10問に答えるクイズコーナー。2009年10月からはシンキングタイム終盤に5秒前からのカウントダウンがつく。司会役はフルーツポンチとアナウンサーが担当。コーナーの途中でフルポンとのトークが行われ、そのときに父親の写真が紹介されることもある。2010年6月4日放送分はこのコーナーが初めて「G」に進出した。2010年7月9日放送分では祖母・母・娘の3世代で行われた（問題数は7問）。その後も不定期に3世代で行われている。
全問題で答えが一致すればホテルペア宿泊券（ホテルは数回変更されている）、8問-9問なら京王プラザホテル食事券、5問-7問なら5000円分のおもちゃ商品券（以前は5000円分の商品券）が贈られる（4問以下の場合は賞品なし）。
クイズ鉄道キング
鉄道員に扮する男性ゲスト（ペナルティヒデ、中川家礼二、次長課長河本など）が司会進行を務め、鉄道に興味のある小学生3人がクイズで競う。問題内容は車両の形式や列車の愛称名を当てるのが中心である。出題される正解のポイントも列車種別にあわせた出題の難易度により設定されており、普通が1ポイント、急行が2ポイント、特急が3ポイントに設定されている。解答は早押しだが、10回連打しないと解答権が得られない（列車の警笛音がなり、ヘッドライト部分のランプ点灯で解答権を得ることになる）。全ての問題が終了した時点で一番正解ポイントが多い小学生が勝者となり、勝者となった小学生には、金色の車掌帽を被ってポーズをとることができる。2012年7月3日 - 5日の放送では鉄道博物館で歴代王者が対決する特別編が放送された。
ピラメキーノ卓球対決
2009年4月29日と4月30日に行われた『世界卓球2009』との連動企画。横浜ランドマークプラザからの生中継で、視聴者（主に小中学生）とピラメキパンダが3点先取の卓球対決をした。参加者には勝ち負けに関係なく、番組オリジナルグッズがプレゼントされた。
剣道一本道 （☆）
「大募集のコーナー」の「剣道で金田に勝てる小学生」から誕生したコーナー。金田と小学生が剣道で勝負する。二本先取で勝利となる。小学生が勝った場合は金田の自腹で1万円の商品券が贈られる。

### 音楽コーナー
ピラメキたいそう（☆◇△）
番組オリジナルの体操を、体操のお兄さんに扮した金田が踊る。当初は男女2人の子役が、途中からMC4人とピラメキパンダが一緒に踊っていた。体操の途中でメンバーの1人が視聴者から募集した悩み相談に対して解決方法を提示する。回によっては他の司会陣やゲストが解答する場合もある。同時ネットの地域では、2009年7月20日から8月31日までの夏休み限定でたいそうまたはおんどに参加すればスタンプが押され、15個以上溜めると抽選でプレゼントがもらえるデータ放送企画をワンセグを除く地上デジタル放送で実施した。2009年10月頃の放送分からは地上デジタル放送のみ、画面の右隅に「ピラメキたいそう着うた」のQRコードが表示されており、そこからダウンロードができるようになっていた。このコーナーは1ヶ月分をまとめ撮りしている。2010年10月頃からは放送回数が減少された。
- 2009年11月30日 - 12月25日 「ジングルベル」と「クリスマス・イブ」が曲中に入っており、後者を村上が歌うクリスマスバージョンが使用された。金田、亘、村上はサンタクロース、川島はトナカイで体操をし、DJ HICOが視聴者からの悩みを読みあげていた。
- 『太鼓の達人13』ではこの曲のアレンジバージョンが収録されており2010年1月4日放送の「仁義なきおもちゃの戦い」ではその宣伝もかねて同ゲームで勝負を行った。結果ははんにゃ組の勝利。
- テレビ東京系で木曜の直前の番組であるアニメ『銀魂』の2009年10月1日放送分のエンディングでは「銀魂体操」としてこのコーナーのパロディを放送した。また、この回の映像は「G」の初回放送においてテレビ東京のアニメキャラからのメッセージ・銀魂編で台詞を変えて使用されている。2010年5月13・14日に映画宣伝でエリザベスが出演した際にも流用された。
- 2010年2月1日 - 2月12日 「ピラメキたいそう バレンタインバージョン」 - メンバーの衣装が一部変更。後半ではゲストとして国生さゆりが登場して「バレンタインデー・キッス」を披露。終盤ではメンバーに混じって体操を踊っていた。
- 3月2日 - 3月26日 「卒業・クラス替えバージョン」 - イントロに「蛍の光」、曲中に海援隊の「贈る言葉」と尾崎豊の「卒業」が入っている。金田、亘、村上は学生服、川島はセーラー服で体操を踊っている。曲の途中でミニドラマが組み込まれている。
- 3月15日 - 4月2日 「『ピラメQノ』とコラボした海賊バージョン」 - はんにゃが赤、フルポンが青の海賊コスチュームに身を包んでいる他、曲中にひょっこりひょうたん島の主題歌が入っている。また、最初にはミニドラマが放送された。
- 同じく3月15日に「アコースティックバージョン」も初公開。この曲のみメインは亘が勤めている。
- 4月5日 - 4月15日 「ゴールデン進出バージョン」 - 「G」の開始が間近のため、「ピラメキーノゴールデン進出まであと○日!」とカウントダウンを行った。衣装の帽子やズボンは金色で、終盤には紙吹雪も舞っていた。
- 5月13日 - 14日 「ピラメキたいそう with エリザベス」 - 『劇場版 銀魂 新訳紅桜篇』告知としてエリザベスと共に踊った。なお、金田は「ピラメキッド」撮影のため欠席。質問は金田以外のメンバーが読み、回答は立て看板で行った。
- 6月7日 「ピラメキたいそう with テレビ東京」 - 放送300回を記念して、局内の受付係、番組スタッフ、メイク、アナウンサーなどがたいそうを踊った。
- 7月1日 - 14日 「ピラメキたいそう ピラメキパンダ宣伝大使就任に地デジカが来てくれたよVer.」 - ピラメキパンダの7チャンネル宣伝大使就任を記念して地デジカとピラメキたいそうを踊った。
- 7月19日 - 20日 「ピラメキたいそう with 川崎フロンターレ」 - 川崎フロンターレのホームスタジアムである等々力陸上競技場で行われたファン感謝デーで行われた物。レギュラー4人はスタジオ（中継）で踊りピラメキパンダはスタジアムで踊る。なお、パンダ側のバックダンサーとしてフロンターレの選手がレギュラー4人と同じ格好で踊っており質問も選手が回答する。
- 7月23日 - 30日、8月5日、11日、13日 「こわ〜いピラメキたいそう」 - いつもより怖い背景のスタジオでピラメキたいそうを踊る。質問は島田秀平が怖い話を交えて回答する。
- 8月2日、4日、6日 - 10日、12日、17日 - 26日「ピラメキたいそう 海賊バージョン」 - 『ピラメQノ』とのコラボ。はんにゃが赤、フルポンが青の海賊コスチュームに身を包んでいる他、曲中に「ひょっこりひょうたん島」の主題歌が入っている。この際、歌詞テロップの「ひょっこり」の部分が「ひょこり」と表示されていた（翌日のテレビ大阪の再放送では歌詞テロップに手を加えて修正されていたが、後に修正されなくなった）。
- 8月3日 お笑いフェスティバル「LIVE STAND2010」内で踊ったピラメキたいそうの模様を放送。
- 9月10日、17日、21日、24日、27日、10月1日、5日、15日、25日、11月10日 「ざっくり戦士ピラメキッド ピラメキたいそう」 - ピラメキッドと地獄白黒団総統ヘルオセロ＆白黒戦闘員と一緒にピラメキたいそうを踊る。質問はピラメキッドが答える。解答後にはピラメキッドと地獄白黒団とのバトルの演出がある。
- 9月27日 「ピラメキたいそう in 富士急ハイランド - 2010年8月27日に実施されたピラメキサマーライブでのピラメキたいそうの模様を放送。
- 10月11日-14日、18日-21日、26日、27日 「ピラメキたいそう ハロウィンバージョン」 - ハロウィンにちなみ金田がドラキュラ伯爵、川島がフランケンシュタインの怪物、村上が魔女、亘がミイラ男のコスプレをしているほか、曲中にマイケル・ジャクソンの「スリラー」が挿入。
- 11月1日、4日、8日、9日、11日、15日、16日、12月2日、27日、2011年1月13日、18日、20日、21日、31日「ピラメキたいそう パラパラバージョン」 - さとプー率いるオンナラブリーやエキストラのギャルダンサーに加え、他の3人もギャルメイクの女装（川島はガングロ）をしている。一部振り付けがパラパラの特徴を出したものに変わっていた。
- 11月17日-30日「ピラメキたいそう DSバージョン」 - 通常のピラメキたいそう映像にDS用ソフト「みんなとキミのピラメキーノ!」のゲーム映像を右下に同時に流した。
- 12月6日-23日「ピラメキたいそう クリスマスパーティー」 - 「恋人たちのクリスマス」と「ジングルベル」と「SHAKE」が曲中に入っており、後者を村上が歌うクリスマスバージョンが使用された。MC4人はサンタクロースに扮し、コーナーレギュラーからはダルさん、キイちゃん（稲垣鈴夏）、ひゅうかちゃん（今泉日向花）、シュータ、GO!皆川、お仕置きバスターが体操に参加した。
- 2011年1月5日-7日「ピラメキたいそう 2011正月Ver」 - MCが晴れ着を着て体操を踊った。
- 1月10日、11日、13日、14日、17日、19日、24日-27日 「ピラメキたいそう feat.吉田兄弟」 - 吉田兄弟の三味線の演奏で体操を踊った。
- 2月1日-14日 「ピラメキたいそう バレンタインバージョン」 - パラパラバージョンのバレンタインバージョンで曲中に「バレンタインデー・キッス」と「チョコレイト・ディスコ」が入っている。体操にはMC4人とオンナラブリーの他にキイちゃんが参加した。
- 2月15日-3月16日 「マーチング ピラメキたいそう」 - マーチングバンドによる演奏で体操を踊り、このバージョンから金田も他の三人同様、半パンスタイルになった。
- 3月28日-4月12日 「ピラメキたいそう feat.東京スカパラダイスオーケストラ」 - 番組500回を記念して東京スカパラダイスオーケストラとの共演。
- 6月22日、23日、29日、30日、7月4日、12日、13日、18日、21日、26日、28日、29日 「ピラメキたいそう 夏の思い出バージョン」 - 夏の定番曲を交えながら懐かしい雰囲気でたいそうを踊る。流れは『夏祭り』→たいそう→ハガキの質問→『少年時代』→たいそう→ハガキを読んだ担当の答え→ゆず「夏色」→たいそう→『夏祭り』となっている。
- 7月7日「ピラメキたいそう ピラメキッザニア」 - キッザニア東京からGO!皆川と子供たちが生放送でたいそうを踊った。
- 8月1日-8月5日 「ピラメキたいそう feat.こち亀」 - 映画『こちら葛飾区亀有公園前派出所 THE MOVIE 〜勝どき橋を封鎖せよ!〜』とのコラボレーションで主人公である両津勘吉（香取慎吾）と共にたいそうを踊った。スタジオには派出所のセットが組まれており質問も両津が答えたほか、たいそう中に同映画の主題歌である「三百六十五歩のマーチ」が使われている。なお、これまでテレビ東京系列のキャラがたいそうに参加したことはあったが、他局のキャラがたいそうを踊ったのは今回が初である。
- 12月12日-23日 「ピラメキたいそう クリスマスバージョン」 - このバージョンは春名風花がたいそうに初参加した。
- 2012年4月16日-7月2日 「ピラメキたいそう ダンスバージョン」 - 2012年度は月曜限定で放送。いつものピラメキファミリーに加えてTAKAHIROとキョンシーも参加。途中でダンスコーナーが挿入される。
- 7月5日-8月3日 「ピラメキたいそう 夏祭りバージョン」 - 夏の定番曲を交えながらたいそうを踊る。TAKAHIROが参加している。
- 12月10日-24日 「ピラメキたいそう クリスマスバージョン」 - このたいそうではキイちゃんの他に春名風花と信太真妃もたいそうに参加した。映像は2バージョンあり、1バージョンは東京タワーのイルミネーションで撮影したものが使われた。この体操では普段と違い、「こまったなこまったな」→「困ったな困ったな」・「かいけつほうほうピラメキたい」→「解決方法ピラメキたい」に表記が変更された。この後のクリスマスパーティでは表記はひらがなに戻された。
- 2014年11月28日 「ピラメキたいそう with 振付稼業air:man」 - 640移行後はピラメキたいそうは長らく放送されてなかったが、おはよう!だるだるEnglshのコーナーでこの日限定で復活、ピラメキメンバーとピラメキたいそうを振付けた振付稼業air:manが一緒に踊った、内容は「振付稼業air:manの踊る教科書」の宣伝という形であった。
- 2015年9月30日　「全員集合バージョン」-ピラメキーノ640の最終回。番組キャラクターの実写や生駒里奈、ダルさんやメイちゃんも参加した。

ピラメキロック
ピラメキたいそうと同じ歌詞、別アレンジのメタルバージョン。ピラメキたいそう同様、金田がメインで、途中で金田が視聴者から募集した悩み相談に対して解決方法を提示する。QRコードについては前述の「たいそう」に同じ。アレンジャーおよびギターはギタリストのマーティ・フリードマン。曜日によっては5秒クロスは「このあとすぐジャン」のバージョンになることがあり、木曜日か金曜日に流れることが多い。2009年11月中旬頃を最後に放送をやめたが、視聴者からのリクエストをうけ2010年3月より復活した。ただし、メンバーはレギュラー4人になり金田の格好も白塗りからロックシンガー風に変更されている。なお、旧バージョンのピラメキロックは「Onaraはずかしくないよ」のCDに付属しているDVDに収録されている。
ピラメキおんど
ピラメキたいそうと同じ歌詞、別アレンジの盆踊り。ピラメキたいそう同様、MC4人とピラメキパンダが踊る、途中でMCが視聴者から募集した悩み相談に対して解決方法を提示する。
Onaraはずかしくないよ
2009年11月2日から放送。おならを我慢している女の子を応援するため、金田扮する「さとプー」と「ゆりプー」（近田祐理子）&「みかプー」（仲村美香）のギャル3人が「ちっぽけな羞恥心に囚われ過ぎる事はない」というテーマのパラパラを踊る。ユニット名は「オンナラブリー」。最初はパラパラの前後に子役または番組ADなどが出演するミニドラマが組み込まれていたが、段々ドラマの使用頻度が少なくなっていき、「さとプー」の台詞の使いまわしのみになっていった。2010年2月分のエンディングテーマに起用された。6月3日の「ライブリミックスver.」を最後に終了したが、2010年10月以降に不定期で流されるようになっている。
Punchしたっていいんだよ（☆）
2010年6月28日から放送を開始、オンナラブリーの新曲。気持ちを理解してくれない鈍い男子に対する女子の恨みの気持ちをパンチでぶつけてしまおう、というコンセプト。ダンスの前後にミニドラマが組み込まれている。2010年8月25日にこの曲を含むセカンドシングルの発売が決定された。
コクリマクリスティ
2011年6月7日放送分から披露されたオンナラブリーの新曲で、男子の告白を後押しする応援ソング。ここでオンナラブリーは「ガミガガーン」を歌うブラックラブリイ（後述）と一騎討ちとなり、2011年7月31日に開催されたピラメキサマーライブの人気投票で決着を付けた。
ガミガガーン
2011年6月21日放送分から登場してきた女ヤンキー3人組のユニット「ブラックラブリイ（黒羅武理威）」のデビュー曲。親の説教や小言をテーマとした曲。メンバーはブラック（村上）、ブサイク（川島）、ブキッチョ（亘）で、オンナラブリーの人気への嫉妬からピラメキサマーライブでの決闘を申し立てた。
7月18日放送分にはブアイソ（ローラ・チャン）とブランク（岡本夏生）が追加メンバーとして登場、5人バージョンで曲を熱唱した。
オンナラブリーVSブラックラブリイ
2011年7月19日開始。毎回、オンナラブリーとブラックラブリィ（ブラック、ブランク、ブアイソ）が様々なゲームで対決する。なお、進行は補欠に降格したブラックラブリィのブサイクとブキヨウが担当。
なんてフワフワなんだJAPAN
2010年4月13日から不定期に放送。2つの言葉が組み合わさってできた言葉に疑念を抱くミスター・キッチリー（ジョン・カミナリ）が、「チームフワフワ」（後述）とともに踊る。メンバーのほとんどは「キャラ-1 GP」や「キャラ-1 GP 2010」にピラメキパンダの挑戦者やサポーターとして出演していた。曲の前に言葉の紹介とミニドラマが組み込まれている。2010年5月31日放送分からはチームフワフワ（ナカヌキくん・ノッポン・ピラメキパンダ・ツツムくん・吉田のうどんぶりちゃん）の他にレギュラーメンバー4人（ピラメキたいそう時の衣装で、金田も半パンスタイル）とミスター・フジヤマとミス・ゲイシャが実写で登場したオールスターバージョンとして放送された。2010年8月25日発売の2ndシングル「Punchしたっていいんだよ」に収録されている。
チームフワフワ
- かっぱ小町・ツツムくん・としまくん
- ナカヌキくん・ノッポン・ハンタマくん
- ピラメキパンダ・吉田のうどんぶりちゃん・わたる

だるだるダーリン
ダルさんの彼女、メイちゃん（職業は歌手）がボストンからやってきて、ダルさんへの思いを歌とダンスで伝える。ダンスではメイちゃんと先生役の村上、父親役で川島、母親役で金田が出演し、他にパーティーの客役で亘、ドッジマン、ミスター・キッチリー、オンナラブリー、実写のミスター・フジヤマなどが登場している。歌詞の中には今までの「だるだるEnglish」で取り上げられた英語が多く取り入れられている。2010年8月25日発売の2ndシングル「Punchしたっていいんだよ」に収録されている。
大和数字掛け算
2011年3月30日から放送。『魔界村』『スーパーマリオブラザーズ』『じゃじゃ丸の大冒険』のパロディ映像に大和時代の掛け算を分かりやすくした歌。主に出演者などはおらず、放送開始から4月8日までは「明日のピラメキーノ占い」の代わりとしてエンディング前に放送されていた。
おちこぼ列車 ピラガッタン
レギュラー4人がエリートレインになることを夢見る「おちこぼ列車」に扮して、誰が一番のおちこぼ列車なのかを競うコーナー。金田扮する「カナッポ」はのろまな新幹線、村上扮する「ムラーサ」は気ままな特急電車、亘扮する「ワタドン」は怪我ばかりする機関車、川島扮する「バカシマ」はすぐに目が回る環状線（モデルは山手線の車両）である。このコーナーではムラーサは茨城弁、ワタドンは福岡弁を話している。また、カナッポは語尾に「〜ッポ」をつける。
4人はお題に合った答えを順番に言っていく「山手線ゲーム」で決め、失敗して「おちこぼ列車」となると罰ゲームとして「ピラメキパンダ」の出す冷却ガスを浴び「整備」される（なお週一回のみで、それ以外の日はテーマソングのみ）。「ピラメキパンダ」は「毘羅ノ門（ぴらのもん）」という駅の駅員役を勤めて演じ、おちこぼ列車を双眼鏡で見てあきれる状態だったが、それでも応援して敬礼して手を振っていた。
アホが見るブタのケツ・2
2011年8月から放送。「嘉門達夫」の歌をピラメキーノで放送した。その後、続編である「新・アホが見るブタのケツ」（後に2番も登場した）が登場した。「アホが見るブタのケツ」を踊っている所をビデオに撮影をするグループを募集し、後に大募集のコーナーで紹介された。その後「アホが見るブタのケツ・2」の歌詞を募集し、「嘉門達夫」がピラメキーノのスタジオに来て「はんにゃ」と「フルーツポンチ」と一緒に歌うバーションを放送した。イラストは「オモコロ」のマキゾウが担当している。

鼻から牛乳〜キッズバージョン〜
2012年1月から放送。「嘉門達夫」の歌をキッズバージョンとして作詞作曲をした。ここでも歌詞の募集をしてここでも「嘉門達夫」がピラメキーノのスタジオに来て「はんにゃ」と「フルーツポンチ」と一緒に歌うバーションを放送。その中で新作の2番も登場した。

あったらコワイ セレナーデ〜2012ライブバージョン〜
2012年12月に放送。「嘉門達夫」の歌のライブバージョンを放送。
ハングる?hungry
2011年12月から放送。韓流子役3人（チェ・スハン、アン・ドギュ、ナム・ダルム）によるユニット「少年時代」が歌う韓国料理をテーマにした曲。
日本印度化計画
2012年9月から放送。筋肉少女帯の曲を放送。イラストは「オモコロ」のマキゾウが担当。イラストの合間にはんにゃ・フルポンら番組出演者がカレーを食べる映像が挿入される。
ピッグ☆レディ
渡辺直美とニッチェ江上のユニット「ピッグ☆レディ」が、オリジナル曲「ピッグ＆ポーク」を歌って踊る。
イーアル!キョンシー feat.好好!キョンシーガール ピラメキーノバージョン
9nineと共にピラメキメンバーがキョンシーになってバックダンサーとして踊る。
なんでだろう2013
「なんでだろう」のテツandトモ（中本哲也・石澤智幸）がピラメキメンバーと“なんでだろう”で踊りだす。
ダル・ダル・モリ・モリ!
「マル・マル・モリ・モリ!」のパロディでダルさんの格好をした男の子（篠田涼也）と笹倉薫のような女の子（本田望結）が歌い、ダルさんが英語で返す。曲終了後には村上がインサートする。演出は『マルモのおきて』のスタッフロールの部分を忠実に真似ている。
ダルが見るブタのケツ
上記のアホが見るブタのケツ2のセルフパロディでダルさん自らが歌っている。内容的にはポッチャリ系の子の学校あるあるをネタとしている。
ダルから牛乳
上記の鼻から牛乳のセルフパロディでダルさん自らが歌っている。内容的にはポッチャリ系の子の学校あるあるをネタとしている。
まいっちんぐ体操（△）
1981年のえびはら武司原作の漫画『まいっちんぐマチコ先生』を下地にした体操のコーナーで「ピラメキたいそう」に続く体操のコーナーである。歌詞には過去の様々な流行語が登場する。はんにゃ・金田はマチコ先生を演じ、はんにゃ・川島とフルーツポンチはギャルに扮している。他にキイちゃん、おじいちゃん、おばあちゃん、学校の先生、お巡りさん、ピラメキパンダも登場して体操をする。携帯の待ち受け画面も配信された。

### ショートコーナー
恋する女子&モテたい男子 必見!明日（週末）のピラメキーノ占い（☆◇）
2009年10月5日放送分からの番組最後の星座占いコーナー。「G」では2010年10月以降は主に番組冒頭に放送されていた。それ以前に放送されていた「明日（週末）のピラメキーノ占い」と同様に順位を発表するが、同じ星座の中で女子の占いと男子の占いが分かれて表示される点が異なる。女子の占いはサキ姉、男子の占いはタカシ少年が読み上げている。また、最も不運な星座に発表されるラッキーアイテムも男女別に分かれている。占いの後、タカシ少年が恋、さそり座の運勢、最下位のラッキーアイテムについての話をするたびにサキ姉に否定され、がっかりするのが定番。2010年2月15日から「ピラメキーノ」携帯サイトでその日に放送された「ピラメキーノ占い」がアップされるようになり、占いの順位と内容だけでなく、携帯サイト限定で最下位以外のラッキーアイテムも紹介されている。地上デジタル放送では右隅にQRコードが表示されており、そこからサイトにジャンプすることも可能。なお、遅れネット局やテレビ大阪で実施していた再放送ではこのコーナーはカットされる。東日本大震災の影響で2011年3月10日を最後にコーナーは休止していたが、2011年4月11日から再開、占いの後に翌日の記念日（もしくは有名人の誕生日）を紹介する方式に変わり、最後にサキ姉につっこまれたりコケにされるのがオチとなっている。2011年9月12日からはデザインがリニューアルされ、ピラメキーノのサブキャラクターが背景に多数登場。2012年9月3日からは3代目にリニューアル。サブキャラクターに加えはんにゃ・フルポン、キイちゃんも登場。2012年12月21日放送分では翌日12月22日が冬至であると紹介したが、この年の冬至は12月21日であったため番組HPでお詫びをした。
しんれい君をさがせ（☆△）
普通の写真にはめ込み合成されたボーダー服姿の「しんれい君」を制限時間内に見つけ出すミニコーナー。当然「本物の心霊写真」ではないため、コーナー終了時にその旨を伝えるテロップを毎回表示している。当初はそれなりに本物の心霊写真らしく製作されていたが、現在は面白写真を公開している。2010年4月22日からは不定期に女性版の「しんれいちゃんをさがせ」もある。なお、「しんれい君をさがせ 総集編」と題して、今までの「しんれい君をさがせ」で紹介された合成写真を、『出没!アド街ック天国』の「○○コレクション」のパロディで次々と紹介したこともあった。ただし、ここでは、本家と同様にBGMに合わせて60枚紹介したのではなく、特に面白いものをピックアップして紹介し、また写真が映っている時間も写真ごとに異なっていた。2010年7月19日-23日放送分は『トイ・ストーリー3』とのコラボレーションバージョンを放送していた。2011年＆2012年8月は番組内のどこかにしんれい君が登場し、それを期限内にHPや携帯サイトなどで答えると抽選でクオカードがもらえる企画を行った。2011年9月5日放送からはさらに難易度がアップした「落武者君を探せ」が始まった。
チョッキン星人（☆）
2010年3月12日開始。あらゆるものを切断し、その中身を検証するコーナー。チョッキン星人は、「地球にあるものを切断し、その恥ずかしい中身をさらす」理由で宇宙からやって来たという設定である。切断にはウォーターカッターを用い、断面がわかるように物の長い面を切っていく。初回はデジタルカメラで、以降、電車模型、ノートパソコン、ハーモニカなどさまざまなものが切断されている。
ボクサー拳は見ている
拳闘ホッケーXRのスピンオフコーナー。人の目が届かないところでタケルくん（鏑木海智）が悪さをするが、その現場をボクサー拳が目撃しタケルくんの前に立ちはだかる。タケルくんのかわりにピラメキーノのスタッフが登場する回もある。2012年8月放送分ははんにゃ・フルポンがコーナーに登場している。
こびとづかん （☆）
「大募集のコーナー」の「身近で見かけた似てるモノ」から誕生したコーナー。絵本「こびとづかん」に載っている小人の習性を実写で紹介するコーナー。人々に幸せをもたらす小人「ホトケアカバネ」は川島、気性が荒い小人「アラシクロバネ」は村上が担当。
ピラメキモンスターファイル
身近なところに突然現れる「ピラメキモンスター」の生態を紹介するショートコーナー。ピラメキモンスターはメンバーが扮しており、様々な生態が各モンスターにつき2週間程度にわたって紹介されている。
登場モンスター
- File No.001 乳ひきずり
- File No.002 鼻小僧
- File No.003 ケン卓ロス
- File No.004 口くさ
- File No.005 河童
- File No.006 オンチマン

恐竜ニュース
もし、現代の東京に恐竜が現れたらという設定でニュースを伝えるコーナー。キャスターは斉藤一也アナが担当し、恐竜の目撃者役として川島が登場する（川島の代わりに諸見里が登場した回もある）。当然、架空のニュースであるため毎回「※これはニュースではありません」というテロップを冒頭に表示している。
動物のおなら
様々な動物の、想像で作られたおならの音が流れるミニコーナー。一回につき一匹。
PIRAMEKINO SHOWTIME
MCのはんにゃとフルーツポンチによるコントコーナー。
中国の妖怪 キョンシー
あの台湾のホラー映画で話題で人気で有名になった中国の妖怪で中国の吸血鬼かゾンビと言えるあの「キョンシー」のデータファイルともし実際に入ってもし日本やって来て襲われた時の対処マニュアルを紹介するコーナーで他に日本に住んでいる道士が対処を教えてくれる。また、1回『特別編』と題した企画が放送されており過去に紹介した対処マニュアルをホラードラマ仕立てで紹介した。なお、この時のみレギュラー陣とリアルピヨッ太＆ボクサー拳が出演している。
闘え! 太田D
テレビ東京の太田Dが道士となってキョンシーと闘うコーナー。このコーナーでは太田DのDはディレクターではなく道士という設定になっている。また10月以降は太田Dがキョンシーの軍団に囲まれてピンチになると、危機を察した「9nine」のメンバー「川島海荷」が「キョンシーハンター」になり戦った。
ニッチェとうたおう
園児に扮した江上が童謡を大胆にアレンジして歌う。後にアニメソング編もスタートした。
一筆入魂〜心の叫び〜（△）
書道家の伊東祐則が心の赴くままに文字を書くコーナー。書く文字は「はなげ」「おなら」などおかしな内容のものが多いが、書道家による文字の書き方の心がけの解説がある。
ADガガ〜レディー・ガガに憧れるAD〜
AD牧田がレディー・ガガになりきるショートコーナー。
あついぜ!さるひげさん
さるひげさんが毎回あつあつにした食べ物を食べるというコーナー。「よい子は適温で食べてね」というテロップがでることもある。
土下座さんを探せ!!
路上で土下座する土下座さんを探すミニコーナー。土下座さんが謝る理由はほとんどがバカバカしい内容である（「ハンドソープ出しすぎてすいません」など）。
しのびの恋
ピラメキーノキャラである忍者の「ミスター・フジヤマ」と女ノ一「ミス・ゲイシャ」（実写）が恋をする恋愛ショートドラマのコント。ピラメキーノの仕事前と仕事後に「ミスター・フジヤマ」が「ミス・ゲイシャ」と恋をしようとするが中々上手く出来ないで終わる。
渡辺直美「恋はスローモーション」
渡辺直美が毎回、様々なことを行いそれをスローモーションで見るというショートコーナー。
ミナガワマンのプロレス英会話
プロレスラーに扮したGO!皆川がプロレス技をかける時に英単語を叫び紹介するショートコーナー。タイトルロゴはキン肉マンのパロディである。
回文巌流島
2つの回文が登場し、キャラクターの渋い武士の独断で勝敗を決めるコーナー。
GO!皆川のウンチョコチョコチョコピー
GO!皆川の代表的な持ちネタ「ウンチョコチョコチョコピー」を披露するショートコーナー。ジングルとしてコーナーとコーナーの間に放送。スタジオバージョンをはじめ多数のバージョンが制作された。
パンツ見えるか見えないか（△）
村上が担当の第2回バカウケコドモ1GPの優勝ネタ。ジングルとしてコーナーとコーナーの間に放送。はんにゃや亘、春名風花が登場する回もある。2013年度のピラメキーノ640では沖縄を舞台に吉本芸人が登場する回が放送された。
ちょっとチョースケ
パンツ見えるか、見えないかに続く村上のネタ。同じくジングルとしてコーナーとコーナーの間に放送。
2700シリーズ
2700の2人によるショートコーナー。ジングルとしてコーナーとコーナーの間に放送。これまでに「このダンスをする」「鼻コリコリのうた」「ツペツペのうた」「動けるオッサン」「I am 便利ボーイ」があった。「ツペツペのうた」はショートコーナー人気投票で1位を獲得した。
ニセパンダ vs ピラメキパンダ
ピラメキパンダになりすまして色々な悪事をはたらくニセパンダが登場するショートコーナー。ニセパンダが悪事をしている現場に本物のピラメキパンダが現れてニセパンダを成敗するという展開である。
インフォマーシャル
ミスター・フジヤマとミス・ゲイシャ、タカシ少年とサキ姉、サキ姉とポリ・ゴンザレスのどれかの組み合わせで、週ごとに特定の商品や映画・イベント情報を紹介するインフォマーシャルコーナー。ゴンザレスとフジヤマは単体で登場することもある。テレビ東京以外の一部地域ではカットされ放送されない。基本的に同じ内容のCMが一週間続くが、不定期のため放送されない週もある。番組終盤前のCM入りを告げる、「ピラメキーノ まだまだ続くよ!」のジングル直後に放送される。2009年12月放送分は「ピラメキーノクリスマスパーティー」でプレゼントを提供する企業の商品のインフォマーシャルが日替わりで水・木・金曜日に放送されていた。
ピラメキニュース
2010年頃からスポットCM枠で放送されている、タカシ少年とサキ姉がニュースキャスターに扮して商品のPRを行うコーナー。番組とは関係の無い玩具・ゲームソフトや、テレビ東京製作（出資）映画作品の宣伝などが中心。『明日のピラメキーノ占い』同等のサキ姉とタカシ少年の掛け合いとオチがつく。

### 特別企画
雪印乳業PRESENTS 5000人と踊ろう!ピラメキたいそう
2009年7月27日によみうりランド・オープンシアターEASTで開催された。当日は雨天にもかかわらず6024人が参加した。ピラメキたいそうの他にも百番勝負スペシャルや漢字おバカ殺人事件なども行われた。イベント当日では全編ハイビジョン制作でリアルタイム字幕放送無しの生放送を実施した。2009年8月12日の放送では生放送に収まらなかった内容をピックアップして放送した。
ピラメキーノクリスマスパーティー
2009年12月21日にディファ有明で開催された。当日はメンバー全員がサンタクロースの格好でピラメキたいそうクリスマスバージョンを披露、「うがい官房長官」のクリスマスバージョン「うがいサンタクロース」（出題者は金田）や、「子役恋物語 シーズン11」の最終話を放映、成立したカップル2組が実際にステージに上がり、メンバーから東京ディズニーランドのペアチケットが贈呈された。最後に「Onaraはずかしくないよ」を観客と共に踊って終了した。
ヒロスエーノ
2012年6月21日から6月22日までの限定で映画『LOVE まさお君が行く!』の宣伝として、香取慎吾と広末涼子が出演。本来の「ピラメキーノ」の看板を広末のVIP扱いで「ヒロスエーノ」に変更し、CMのタイトルコールも「ヒロスエーノ」となっていた。
ももメキーノ
2012年7月16日〜20日限定で番組内の看板とタイトルコールが「ももメキーノ」に変更され、番組冒頭はももいろクローバーZがポケモン主題歌を披露するコーナーからのスタートとなった。この企画が行われた経緯としては、前週7月12日〜13日の放送に『劇場版ポケットモンスター ベストウイッシュ キュレムVS聖剣士 ケルディオ』、『メロエッタのキラキラリサイタル』の主題歌を歌うももクロが、宣伝も兼ねて出演。ピラメキサブキャラクター達と組んで番組をのっとる為に、MCたちに三番勝負を挑み完勝した。MCたちの土下座で番組がのっとられることは回避されたものの、翌週7月16日から7月20日までの限定で番組内の看板とタイトルコールが「ももメキーノ」に変更され、番組冒頭はももクロがポケモン主題歌を披露するコーナーからのスタートとなった。この三番勝負で、元々ももクロファンである金田が、対決相手という立ち位置にもかかわらずデレデレであった。
ピラメキーノVS 9nine 三番勝負
「中国の妖怪 キョンシー」から生まれたドラマ「好好!キョンシーガール〜東京電視台戦記〜」の番宣企画でピラメキーノメンバーと9nineが対決。10月のエンディング曲はドラマ主題歌と同じ「イーアル ! キョンシー feat.好好！キョンシーガール」となる。

## Gで放送
金曜短縮版でも放送されたことのあるコーナーは★印を、通常版でも放送されたことのあるコーナーは◆印を付記する。
仁義なきぬるぬるの戦い（★◆）
「仁義なきおもちゃの戦い」のゴールデン版。2010年4月30日開始。「おもちゃの戦い」同様、はんにゃとフルポンはそれぞれヤクザとマフィアに扮しており、さらに両チームに兄貴（姉貴）という名目でゲストが1人助っ人で参加する。「おもちゃの戦い」と違い、ぬるぬる（ローション）まみれの状況で様々なスポーツを行い、勝敗を決する。負けた組には厳重な罰として50℃アツアツぬるぬる（暖めたローション）をかけられるが、競技によっては罰ゲームではなく勝った組にボーナスステージ挑戦権が与えられる。
※は組＝はんにゃ組、フ組＝フルーツポンチ組
| 放送日   | 兄貴(姉貴)ゲスト（は組）           | 兄貴(姉貴)ゲスト（フ組）            | 競技（スポーツ）                  | 結果（勝利）                   | 備考 |
| -------- | ---------------------------------- | ----------------------------------- | --------------------------------- | ------------------------------ | --- |
| 4月30日  | 原西孝幸（FUJIWARA）               | 藤本敏史（FUJIWARA）                | ぬるぬる大縄跳び ぬるぬるサッカー | 大縄跳びはは組、サッカーはフ組 | |
| 5月14日  | 馬場裕之（ロバート）               | 秋山竜次（ロバート）                | サッカー、大縄跳び                | サッカーはフ組、大縄跳びはは組 | 前編と後編に分けて放送 |
| 5月28日  | 松田洋昌（ハイキングウォーキング） | 鈴木Q太郎（ハイキングウォーキング） | 大縄跳び、サッカー                | どちらもフ組                   | |
| 6月11日  | ハジメ（フォーリンラブ）           | バービー（フォーリンラブ）          | 大縄跳び                          | フ組                           | 初の姉貴（バービー）登場 |
| 7月9日   | ハジメ（フォーリンラブ）           | バービー（フォーリンラブ）          | サッカー                          | は組                           | |
| 7月16日  | 松尾陽介（ザブングル）             | 加藤歩（ザブングル）                | ぬるぬるハードル走                | フ組                           | |
| 7月23日  | アンガールズ                       | 小島よしお                          | ぬるぬるバージャンプ              | は組                           | 勝利したは組は賞金30万円をかけたボーナスステージ（ぬるぬる幅跳び）に挑戦するも全員失敗、この回は罰ゲームなし。 |
| 7月30日  | アンガールズ                       | 小島よしお                          | ぬるぬるバージャンプ              | フ組                           | 前回と同じくボーナスステージに挑戦するも全員失敗（罰ゲームなし）。なお、小島は自身のボーナスステージチャレンジ終了後、仕事の都合で早退。 |
| 8月20日  | ピース                             | 庄司智春                            | ぬるぬるバージャンプ              | は組                           | 若干ルールが変わっており浮島の高さが奥に行くほど30cm→40cm→50cmと10cmずつ高くなっており4回飛んだ高さの合計(4回目のみ高さは自己申告)で勝負する。今回も勝利組はボーナスゲームに挑戦が今回も全員失敗した(罰ゲームはなし)。なお、今回より賞金が20万円上乗せされ50万円になった。 |
| 8月27日  | ピース                             | 庄司智春                            | ぬるぬるバージャンプ              | フ組                           | 前回と同じくボーナスステージに挑戦するも全員失敗（罰ゲームなし）。なお、村上は手を使った反則で失格。 |
| 9月3日   | 松尾陽介（ザブングル）             | 加藤歩（ザブングル）                | ぬるぬるぐるぐるフラッグ          | フ組                           | |
| 9月17日  | いとうあさこ                       | ワッキー                            | ぬるぬるバージャンプ              | は組                           | 前々回と同じくボーナスステージに挑戦するも全員失敗（罰ゲームなし）。ボーナスステージ終了後、ワッキーが今後の番組出演を賭けぬるぬる幅跳びに挑戦するが失敗したため、謹慎処分がプロデューサーから言い渡された。 |
| 9月24日  | 山田與志（COWCOW）                 | 多田健二（COWCOW）                  | ぬるぬるハードル走                | フ組                           | 金曜短縮版で放送。 |
| 10月1日  | 山田與志（COWCOW）                 | 多田健二（COWCOW）                  | ぬるぬるぐるぐるフラッグ          | は組                           | 金曜短縮版で放送。 |
| 10月8日  | いとうあさこ                       | ワッキー                            | ぬるぬるバージャンプ              | は組                           | 謹慎中のワッキーが登場。今回は挑戦回数が2回に変更されており（2回目が自己申告制）金田が60cm、亘が65cmを成功し、この対決での最高記録を更新。は組のボーナスステージは全員失敗（罰ゲームなし）したが、終了後にワッキーが今度はテレビ東京の番組出演を賭けてぬるぬる幅跳びにリベンジし初の成功を成し遂げた（ただし、本人の申請で賞金は1万円）、クリア後、現場にいたプロデューサーから「次の予定を教えてください」と申し出があり謹慎が解除された。 |
| 11月13日 | 狩野英孝                           | オリエンタルラジオ                  | ぬるぬる幅跳び                    | は組                           | オリエンタルラジオははんにゃ・フルポンと同期だが、例に漏れず兄貴として登場。競技は「ぬるぬるバージャンプ」でのボーナスゲームの派生版で、難易度が上がっている。同様にボーナスステージも半球型の台に変更。狩野が挑戦したが失敗に終わった。 |
| 12月1日  | 平成ノブシコブシ                   | ロバート（馬場裕之・山本博）        | ぬるぬる幅跳び                    | 引き分け                       | 通常版で放送。競技は前回同様「ぬるぬるバージャンプ」でのボーナスゲームの派生版、第2ラウンド2人目まで両組全員失敗でプロデューサーから最後の3人目が成功したら賞金50万円を贈るというルールになった、両組とも失敗に終わった。 |

じじオネア（◆）
『クイズ$ミリオネア』のパロディで、2人のおじいちゃんが孫がリクエストした商品をもらうために様々なクイズで対決するコーナー。
記憶力対決
お互いのおじいちゃんにお題（主に子供向けの様々な物100種）が出され数日間の記憶期間が設けられる。その後、お互いに出されたお題を回答しあい、先に3回ミスをしたおじいちゃんの負け。
過去にポケモンの名前、色んなキャラクターの名前の問題が出たことがある。
問題数は100問で1人のおじいちゃんが答えるのは最大で50問となる。100問が終わった段階で両者全問正解の場合は両者に商品が贈られる。
ジェスチャー対決
様々なテーマに沿ったお題をおじいちゃんが孫にジェスチャーで伝え、それを孫が答える。制限時間は90秒でこれを2ラウンド行い総正解数が多いほうの勝ち。
芸能人の通信簿
小学校時代の通信簿を見てはんにゃ＆フルポンを含めたメンバーの中でだれが1番おバカなのかを決める。なお、進行は校長先生に扮したサバンナ高橋かインパルス板倉が行う。
はっきり言ってムリ男ダービー（◆）
はんにゃ・フルーツポンチとゲストの若手芸人が人気ティーンモデル20人にどう思われているのかを調査するコーナー。テーマごとに「誰がムリ男なのか?」をティーンモデルの投票によって決める。
超捜査CCS（◆）
はんにゃ・フルーツポンチが調査員となってあらゆる事を調査するコーナー。毎回さまざまな内容が扱われる。「G」後期の主要コーナー。
食べ物ランキング
ご当地プリッツで一番おいしいのは何味なのかなど、番組出演者によってランキングをきめる。後にコーナー化される激辛調査隊もここから始まっている。
コンビニシュラン
ミシュランシェフがうまい棒とコンビニ食材で料理を作る。
タレストラン
嫌いな食べ物を克服する魔法のタレを毎回5人の著名人が作り、それをゲストが食べて克服できたかどうかを判定する。MCからは川島が挑戦したが、2度とも失敗に終わった。
ピラフェッショナル 子役の流儀
人気子役タレントの私生活を追うコーナー、「ワリカン美食クラブ」に出演した春名風花と勝隆一の2名が取り上げられた。2012年1月にも第2弾として春名に密着している。
ざっくり戦士ピラメキッド（★◆）

ワリカン美食クラブ（◆）
はんにゃかフルーツポンチが子役8人とグルメ店を訪れ、1人前を10等分にして堪能するコーナー。10人は食べた料理を「ヤバイ」と「フツー」のどちらかで評価する。
いぬ奴姉さん
いぬ奴姉さん（椿鬼奴）がピラメキパンダと共に毎回飼い犬の悩みを解決する。なお、このコーナーのみレギュラーであるはんにゃとフルポンは出演しない。放送は19:45ごろに行われており、10月22日放送分からは金田扮するピラメキッドの愛犬を探すピラメキッドッグオーディションに参加している為、事実上休止となったが、再開されることなくゴールデン版は終了となった。このコーナーのある19時後半枠にはネットスポンサーにPetioが付く。2010年9月までテレビ大阪で実施していた土曜日の再放送版でも放送されていた。
ピラメキドッグ オーディション（◆）

## 640で放送
今日の占い天国＆地獄
2013年4月1日放送分からの番組最後の星座占いコーナー。これまでの「ピラメキーノ占い」と同様にその日の順位を発表する。1位は超天国、12位は超地獄とされている。ナレーションはサキ姉とタカシ少年だが、初期はタカシ少年単独の場合もあった。7月よりサキ姉が「天国&地獄占い」とコールするようになった。
鑑定料10万円週末占い
2013年6月28日放送分から毎週金曜日に放送されている星座占いコーナー。上田きょうやに10万円の鑑定料を支払って占ってもらっている。通常バージョンより尺が長く、すべての星座に触れる。1位は超天国、12位は超地獄という設定は同じ。
まあやお姉さんの今日もがんばれ
2013年4月22日放送分から開始。近所のお姉さん・内田真礼が応援してくれるコーナー。放送後に番組HPで2つのバージョンが配信されている。
アキラボーイとタヌキチ君のアニメ漫才
アキラボーイとタヌキチくんによるアニメ漫才のコーナー。ピラメキーノ独自の内容としてピラメキパンダやピヨッ太が登場した回もあった。
Runner 〜ピラメキーノバージョン〜
爆風スランプの名曲Runnerを恐怖の替え歌にしたもの。サンプラザ中野くんとはんにゃ・フルポンが歌う。中盤の歌詞を視聴者から募集していて後日の回で披露された。
ハゲまる子のお小遣い欲しい人あつまれー!
ハゲまる子ちゃんが月曜から金曜まで毎日1文字ずつキーワードを紹介し、そのキーワードを番組HPから応募すると抽選で5名に1000円の図書カードがプレゼントされる。5、6月期は5つのキーワードだったが、7月期より3つに削減された。
どっちがカレーでショー
便器のような皿に入ったものが2つあり、どちらがカレーかをはんにゃ・フルポンが見た目、においで判断するコーナー。カレーではないほうが、何かは明かされていない。村上編、川島編はピラメキーノDVD Vol.7にも収録されている。
村上健志の今でしょ!
村上が街中にいるマナーの悪いものに、「いつやるか？」「今でしょ！」と促す企画。
99.9％ピラメキーノに出られちゃう動画
視聴者から募集した動画を放送するコーナー。送られてきた動画はよっぽどのことがない限り放送するとしている。2013年9月26日に最初の放送が行われたが、投稿された動画はこの回の1本だけだった。
おもしろパラパラ写真
視聴者から募集したおもしろパラパラ写真を紹介するコーナー。2013年10月31日に1回だけ放送された。なお最優秀賞にはiPod touchプレゼントの特典があるが、この視聴者に贈られたのかは不明。
恐怖の朝子さん
エレベーターにいる霊、朝子さんを監視カメラで観察するショートコーナー。
ピラメキパンダvsナナナ炎の三番勝負
2013年9月に就任したテレビ東京の新キャラクターのナナナに、旧キャラクターのピラメキパンダが局キャラを座をかけて勝負をするコーナー。キッザニア東京で開催されたものを同年11月に放送。「PK勝負」、「頭脳勝負」、「相撲勝負」が行われた。
また翌年2014年12月にもキッザニア東京でイベントが開かれ、再び三番勝負が繰り広げられた。2014年度は「バナナ取り対決」「英語対決」「相撲対決」が行われた。放送は翌年2月。
BARピラメキーノ2号店
金田とナナナがバーのマスターに扮し、悩める子役の愚痴を聞くコーナー。子役にはナナナサイダーが提供される。
ナナナのナナナたいそう
テレビ東京マスコットのナナナのたいそうをピラメキメンバーとキッズダンサーが踊る。
ようかい体操第一withピラメキーノメンバー&ニッチェ
テレビ東京のアニメ『妖怪ウォッチ』にピラメキーノが便乗し、はんにゃ・フルポン・ニッチェが妖怪に扮してようかい体操第一を踊る。配役はノガッパ（金田哲）、メラメライオン（川島章良）、じんめん犬（村上健志）、グレるりん（亘健太郎）、むりかべ（江上敬子）、バクロ婆（近藤くみこ）。
ようかい体操第一〜だるだるEnglishバージョン〜
アニメ『妖怪ウォッチ』の「ようかい体操第一」を、ダルさん・生駒里奈・村上先生がだるだるEnglishの教室で踊る。配役はひも爺（ダルさん）、コマさん（生駒里奈）。
ゲラゲラポーのうた〜ピラメキーノ640バージョン〜
アニメ『妖怪ウォッチ』の「ゲラゲラポーのうた」を、はんにゃ・フルポン・ダルさん・生駒里奈が妖怪に扮して踊る。配役はブリー隊長（金田哲）、認MEN（川島章良）、イケメン犬（村上健志）、ワカメくん（亘健太郎）、ひも爺（ダルさん）、コマさん（生駒里奈）。
ダン・ダン ドゥビ・ズバー!〜ピラメキーノ640バージョン〜
アニメ『妖怪ウォッチ』の「ダン・ダン ドゥビ・ズバー!」を、はんにゃ・フルポン・ダルさん・生駒里奈が妖怪に扮して踊る。配役はブリー隊長（金田哲）、認MEN（川島章良）、イケメン犬（村上健志）、ワカメくん（亘健太郎）、ひも爺（ダルさん）、コマさん（生駒里奈）。
ゴジラ専門学校
ハリウッドでも大活躍、2014年で生誕60周年を迎えるゴジラシリーズの登場キャラクターを解説するコーナー。本編から抜き出された映像ではなく、株式会社CASTの「特撮大百科」やバンダイの「S.H.MonsterArts」といったフィギュアを用いての紹介となっている。講師役は、本コーナーの台本も執筆している特撮ライターのガイガン山崎（通称：ガイ山）。生駒里奈とダルさんが、その生徒役を演じている。
トランスフォーマー専門学校
誕生30周年のトランスフォーマーシリーズの登場キャラクターを解説するコーナー。フィギュアを用いての紹介となる、講師役はロボットライターのコンボイ山崎（通称：ボイ山）が説明（前述のガイ山と同一の人物で当初は別人と称していた）。生徒役は生駒里奈とダルさんが演じる。
妖怪ウォッチカルトQ
子役タレント3人が『妖怪ウォッチ』の知識を競うコーナー。進行は狩野恵里アナが勤める。高学年の部と低学年の部で開催されたが、低学年の部はコーナーの最後まで放送されずに終了した。後期に行われた入門編では、ピラメキレギュラー、レイザーラモンRGが回答に挑戦し繁田美貴アナが進行を担当、ジバニャン、コマさん、ケータくんも登場した。
デカ盛りツアー
はんにゃとフルポンがデカ盛り料理に挑む対決形式のロケコーナー、毎回ゲストが参戦する。主に特番（関東ローカル）の主要企画として放送されていた。
朝イチ怪談
西東京市にある有名心霊スポットのトンネルで芸人が怪談話をするコーナー。
カプリコ一発ギャグ選手権
2015年最初の企画でカプリコとのコラボ企画。秋山竜次が社長、山本博と馬場裕之が副社長、白間美瑠が秘書という設定の「こどもカプ式会社」、ピラメキメンバーがスカウトマンとして登場する。12歳以下の子供がジャイアントカプリコ、カプリコミニを使って一発ギャグを披露する。それをもう一度“見たい”秋山社長が判定する。不定期に番外編として芸人がネタを披露する事があった。
GARIMARU BROTHERS（ガリマルブラザーズ）
はんにゃがイタズラ兄弟になり、たまには失敗もあるコント。
カナウィーの部屋
金田演じる“カナウィー・ハーマン”が多彩なゲストを招いて送るイタズラトークコーナー。コーナーロゴは徹子の部屋のパロディでBGMも流用している。
朝-1グランプリ
4組の芸人が日替わりで2週間で計2つのネタを披露し視聴者の投票で優勝を争うコーナー。第1回はジャングルポケット、西村ヒロチョ、かたつむり、シソンヌが参加した。なお、コーナーのOP映像にはパンサーなど他の芸人も出たが第2回以降は開催されなかった。
バカコワ!怪談グランプリ
内容はコドモ-1GPと同じで、芸人が怪談話を披露。審査員は怪談好きな子供10人。怖かったと思ったらバカコワ札を挙げ、ポイントで競う。